# Тарпон-Спрингс (Флорида)
Та́рпон-Спрингс (англ. Tarpon Springs) — город в округе Пинеллас, штат Флорида, США. Население по переписи 2010 года составляет 23 484 человека. В Тарпон-Спрингсе проживает самый высокий процент американских греков среди всех городов Соединённых Штатов.

## История
Первые поселения белых и чёрных фермеров и рыбаков в районе с многочисленными байу, впадающими в Мексиканский залив, появились в 1876 году. Некоторые из вновь прибывших заметили выпрыгивающих из воды тарпонов, назвав это поселение Тарпон-Спрингс. В 1882 году промышленник и девелопер Гамильтон Дисстон, в предшествующем году купивший землю, на которой в настоящее время расположен Тарпон-Спрингс, распорядился разработать план будущего города. 12 февраля 1887 года Тарпон-Спрингс стал первым самоуправляющимся городом на территории будущего округа Пинеллас. Менее чем через год, 13 января 1888 года, в городе появилась узкоколейная железная дорога. В этот период район превратился в место, где проводили зиму состоятельные северяне.

## Физико-географическая характеристика

### География
Согласно Бюро переписи населения США город Тарпон-Спрингс имеет общую площадь равную 44 кв. км, из которых 24 км² приходятся на сушу, а 20 км² — на водное пространство.

### Климат
Климат субтропический муссонный и тропический с сухой зимой и дождливым летом, с тёплой температурой в течение всего года и прохладными зимними ночами. Годовое количество осадков составляет около 1 300 мм. Зима тёплая, с дневным максимумом температуры от 22 °C до 27 °C и ночным минимумом от 7 °C до 16 °C. Заморозки (0 °C и ниже) случаются в среднем раз в два года, с крайне редкими случаями снегопада. Рекордно низкая температура в −7 °C была зафиксирована 1, 13 и 14 декабря 1962 года, а также 13 января 1985 года. Лето жаркое и очень влажное, с частыми послеполуденными грозами, а иногда с такими погодными явлениями как град, торнадо и водяные смерчи. Дневная температура обычно находится в диапазоне от 31 °C до 35 °C с очень редкими случаями выше 38 °C. Рекордно высокая температура в 39 °C была зафиксирована 10 июля 1997 года. Весна и осень, как правило, тёплые.
| Показатель                    | Янв. | Фев. | Март | Апр. | Май  | Июнь  | Июль  | Авг.  | Сен.  | Окт. | Нояб. | Дек. | Год    |
| ----------------------------- | ---- | ---- | ---- | ---- | ---- | ----- | ----- | ----- | ----- | ---- | ----- | ---- | ------ |
| Абсолютный максимум, °C       | 32   | 32   | 33   | 33   | 36   | 38    | 39    | 37    | 36    | 34   | 34    | 31   | 39     |
| Средний суточный максимум, °C | 22   | 23   | 25   | 27   | 31   | 32    | 33    | 33    | 32    | 29   | 26    | 23   | 28     |
| Средний суточный минимум, °C  | 10   | 11   | 13   | 16   | 19   | 22    | 23    | 23    | 22    | 18   | 14    | 11   | 17     |
| Абсолютный минимум, °C        | −7   | −5   | −1   | 3    | 7    | 11    | 17    | 18    | 13    | 6    | −2    | −7   | −7     |
| Норма осадков, мм             | 80,5 | 79,8 | 97,8 | 49,8 | 76,7 | 146,8 | 179,6 | 215,1 | 184,1 | 85,3 | 60,2  | 75,7 | 1331,4 |
| Источник: Intellicast         |      |      |      |      |      |       |       |       |       |      |       |      |        |

## Население

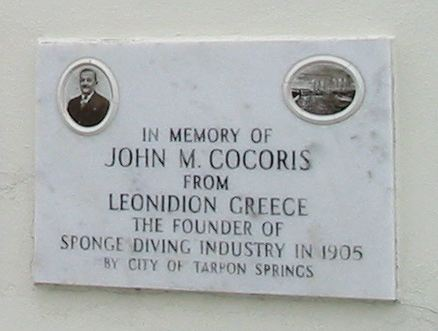
Мемориальная доска Джону Кокорису, основавшему в 1905 году губковую дайвинговую отрасль в Тарпон-Спрингсе

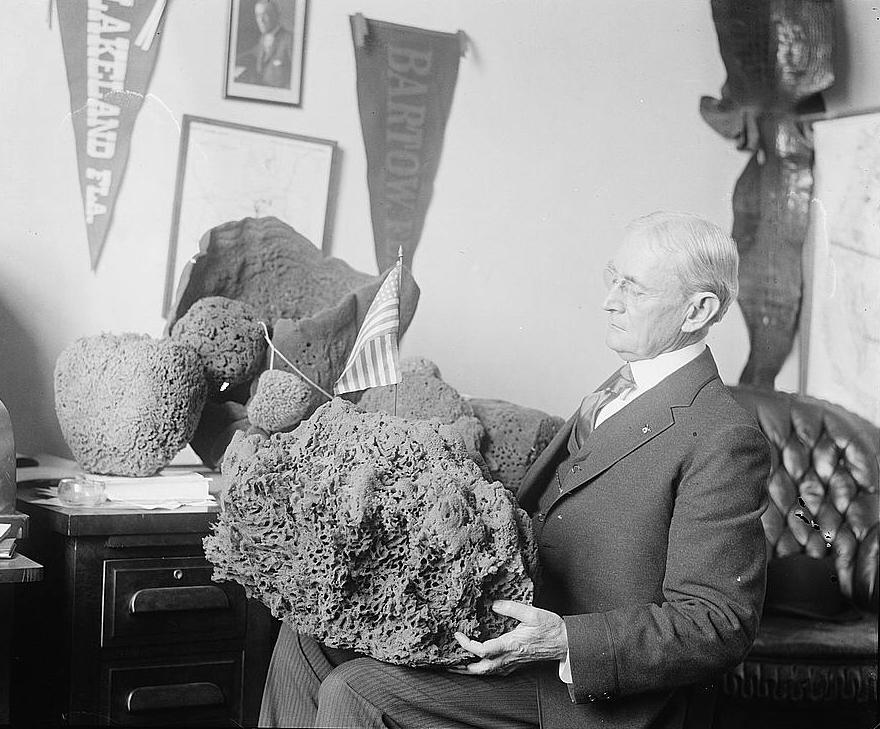
Конгрессмен от Флориды Герберт Дрейн с губкой (1920)

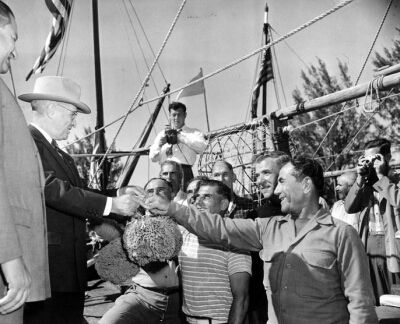
Президент США Гарри Трумэн с греко-американскими ловцами губок (недалеко от Эверглейдса, Флорида, 1947)

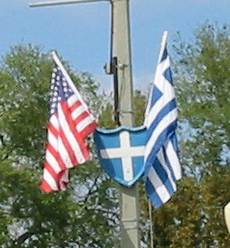
Американский и греческий флаги

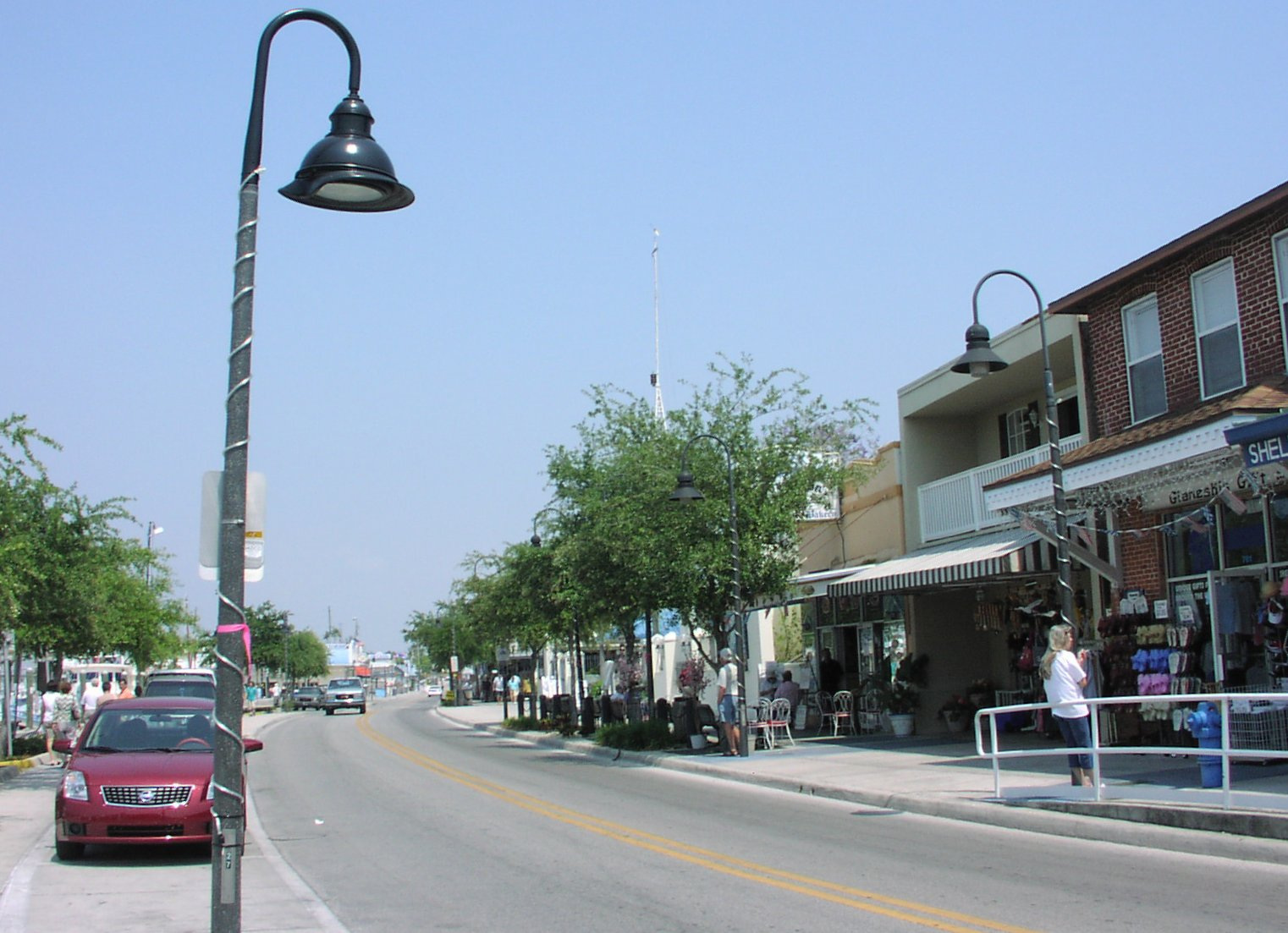
Додеканес-авеню

По данным переписи населения 2000 года, в городе проживало 21 003 человека, 5 947 семей и насчитывалось 9 067 домохозяйств. Плотность населения была равна 887,2 жителям на кв. км, количество жилищных единиц было равно 10 759 со средней плотностью застройки 454,5 на кв. км.
Расовый состав был представлен 90,07 % белых американцев, 6,15 % афроамериканцев, 0,29 % коренных американцев, 1,04 % американцев азиатского происхождения, 0,06 % жителей островов Тихого океана и 0,81 % представителей других рас, а также 1,57 % смешанной расы. 4,33 % от общего числа населения составляли испанцы или латиноамериканцы. 11,8 % имели греческую родословную, входя в группу белых американцев. 8,87 % в домашнем кругу говорили по-гречески, в то время как 3,46 % по-испански и 1,09 % по-французски.
19,2 % от общего числа населения составляли жители в возрасте до 18 лет, 6,2 % от 18 до 24 лет, 23,9 % от 25 до 44 лет, 25,9 % от 45 до 64 лет и 24,8 % от 65 лет и старше. Средний возраст был равен 45 годам. На 100 женщин приходилось 91,8 мужчин.
Средний показатель доходов на домашнее хозяйство составлял 38 251 доллар, а на семью — 46 316 долларов. Мужчины имели средний доход 36 356 долларов, а женщины 25 252 доллара. Доход на душу населения был равен 21 504 доллара. Около 7,7 % семей и 9,8 % от общего числа населения жили ниже черты бедности, в том числе 16,1 % из них моложе 18 лет и 7,9 % в возрасте от 65 лет и старше.

## Экономика

### Губковая отрасль

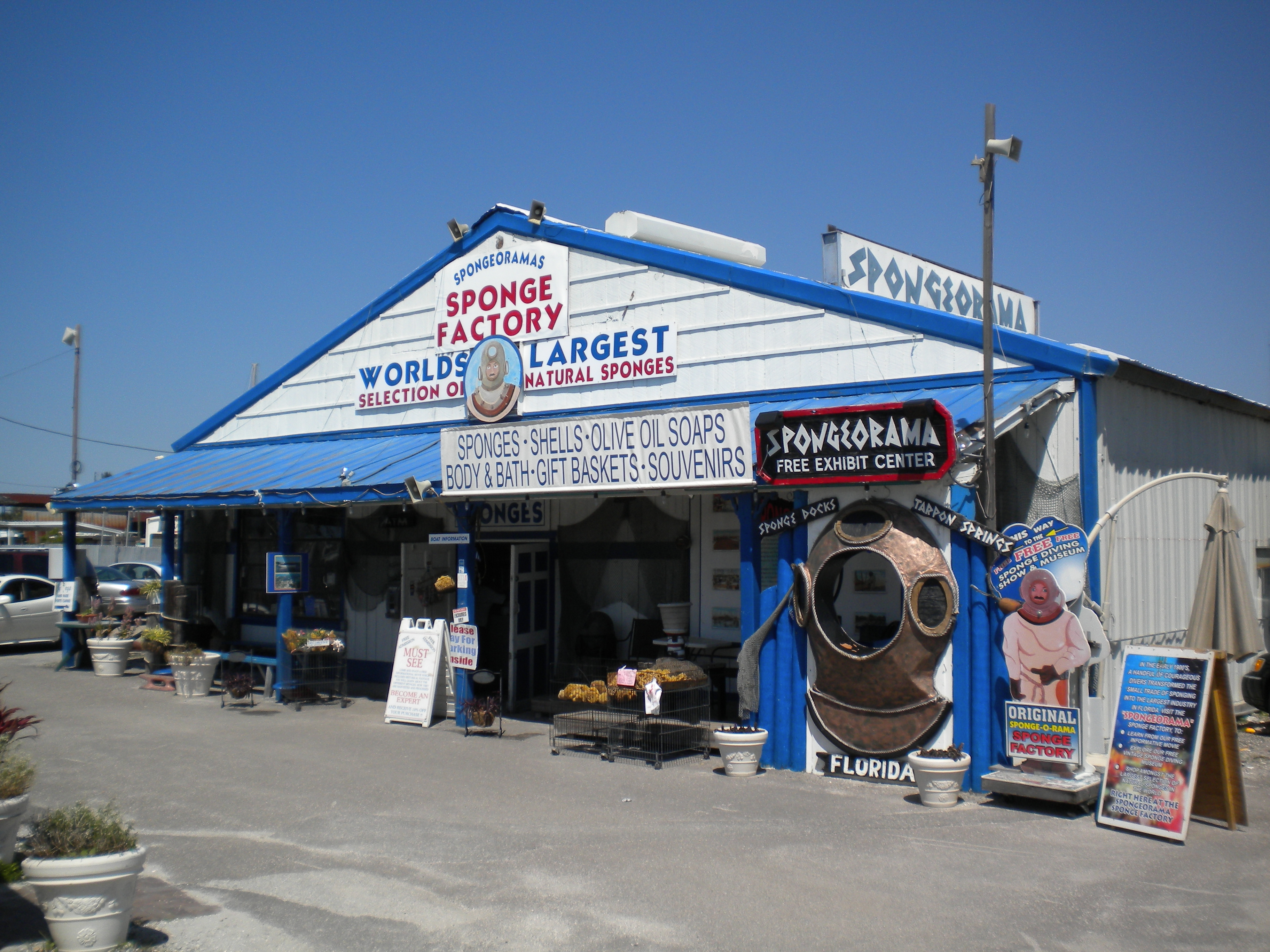
Музей «Spongeorama»

Улов губок

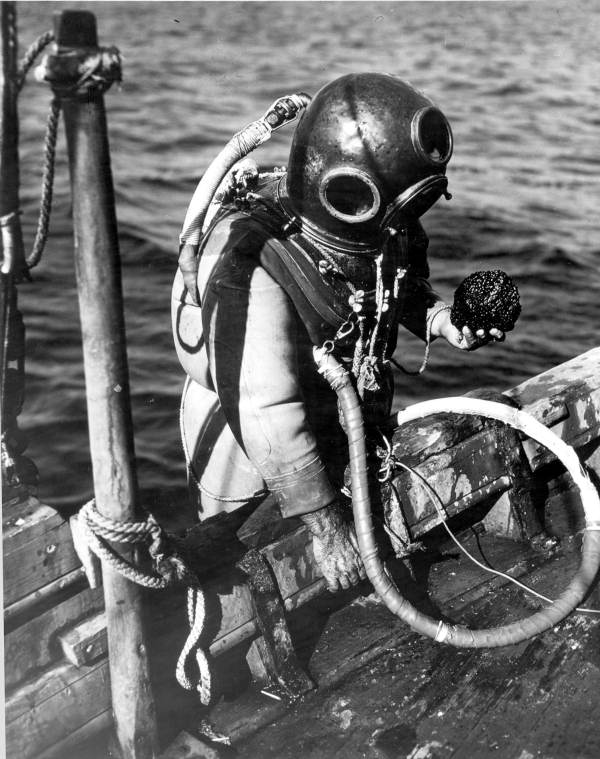
Ныряльщик за губками (1944)

В 1880-х годах Джон Чейни стал первым местным бизнесменом в сфере губкового промысла. Отрасль продолжила развиваться в 1890-х годах, и многие, как чёрные, так и белые представители с острова Ки-Уэст и Багамских островов, обосновались в Тарпон-Спрингсе для сбора и обработки губок. В течение 1890-х годов сюда с целью занятия бизнесом в этой отрасли также прибывали греческие иммигранты.
В 1905 году Джон Кокорис познакомил жителей Тарпон-Спрингса с губковым дайвингом (добычей губок), и нанял на работу ныряльщиков из Греции. Первые ловцы губок прибыли с островов Саронического залива Эгина и Идра, однако уже вскоре их численно превзошли выходцы с островов Калимнос, Сими и Халки архипелага Додеканес. Губковая отрасль в скором времени превратилась в одну из лидирующих морских отраслей в штате Флорида и наиболее важный бизнес в городе Тарпон-Спрингс, ежегодно принося доходы в размере миллионов долларов. Съёмки приключенческого фильма «Под рифом длиной в 12 миль» 1953 года, в котором главные герои предприниматели Майк и Тони Петракисы занимаются губковым бизнесом, проходили на Ки-Уэсте и в Тарпон-Спрингсе.
В 1947 году красный прилив уничтожил губковые поля в Мексиканском заливе, в результате чего многие ныряльщики за губками перешли на креветочный промысел как основной источник средств к существованию, в то время как другие покинули бизнес. Со временем популяция губок восстановилась, что хотя и не в столь большом объёме, но позволило возродить данную отрасль.
В 1980-х годах губковый бизнес в Тарпон-Спрингсе пережил бум благодаря гибели средиземноморских губок в результате заболевания.
В настоящее время существует небольшая активная губковая отрасль. Туристы и гости города могут часто наблюдать за работой ловцов губок в историческом районе Спондж-Докс на улице Додеканес, а также посетить магазины, рестораны и музей, отражающие греческое наследие Тарпон-Спрингса.
В 2018 году, благодаря усилиям мэра города Криса Алахузоса и при поддержке сенатора США от Флориды Билла Нельсона, спустя 70 лет после практически полного исчезновения губкового бизнеса в город вновь начали прибывать ловцы с греческого острова Калимнос.

Губковая отрасль в Тарпон-Спрингсе
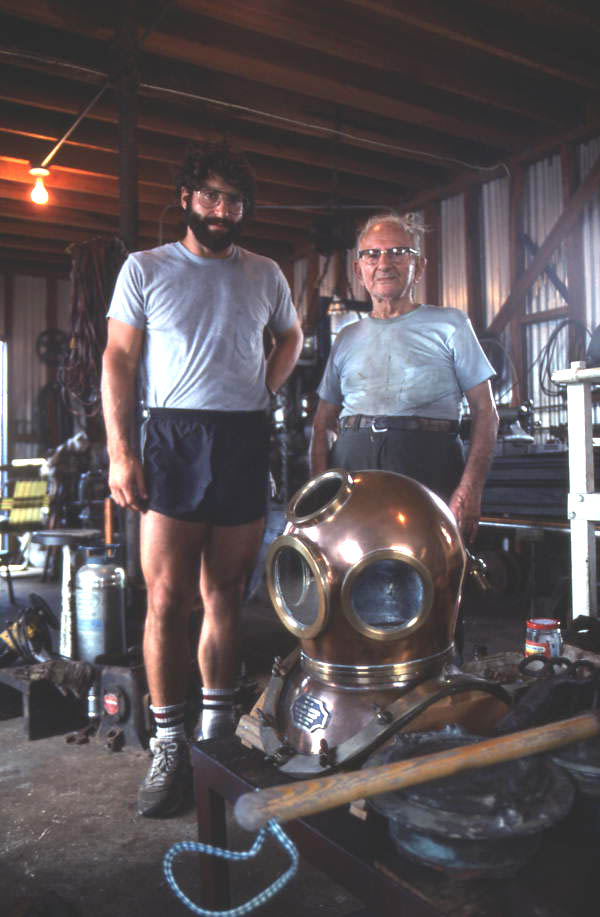
Ник Тот и Антониос Лериос в своей мастерской по изготовлению шлемов
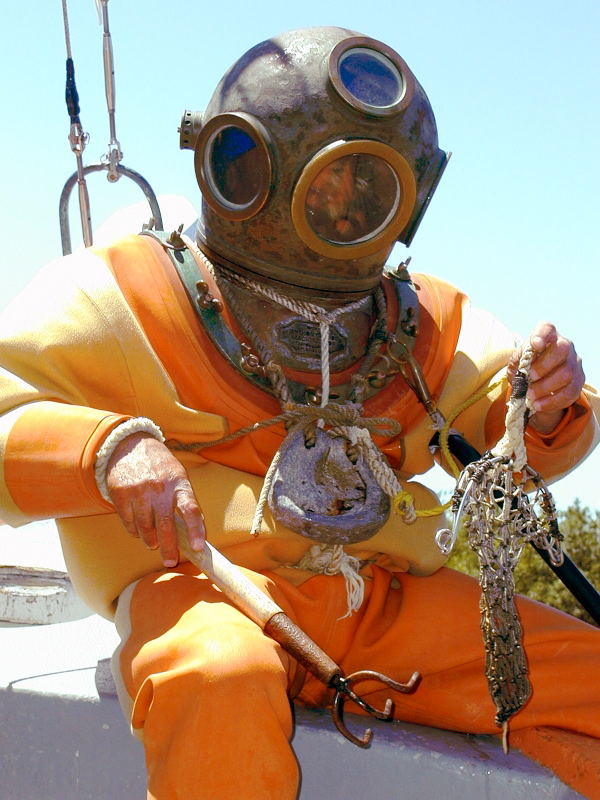
Ныряльщик за губками
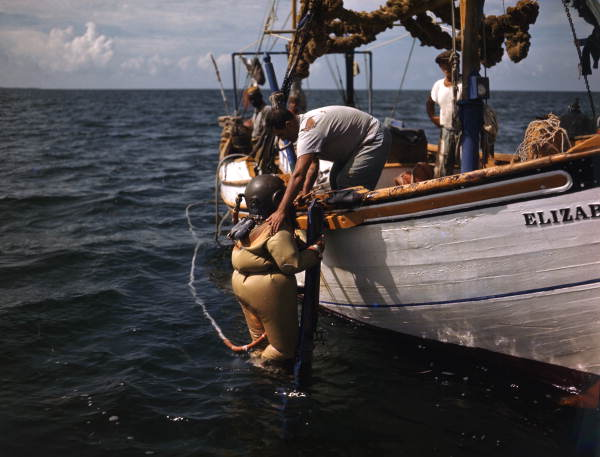
Погружение ныряльщика за губками
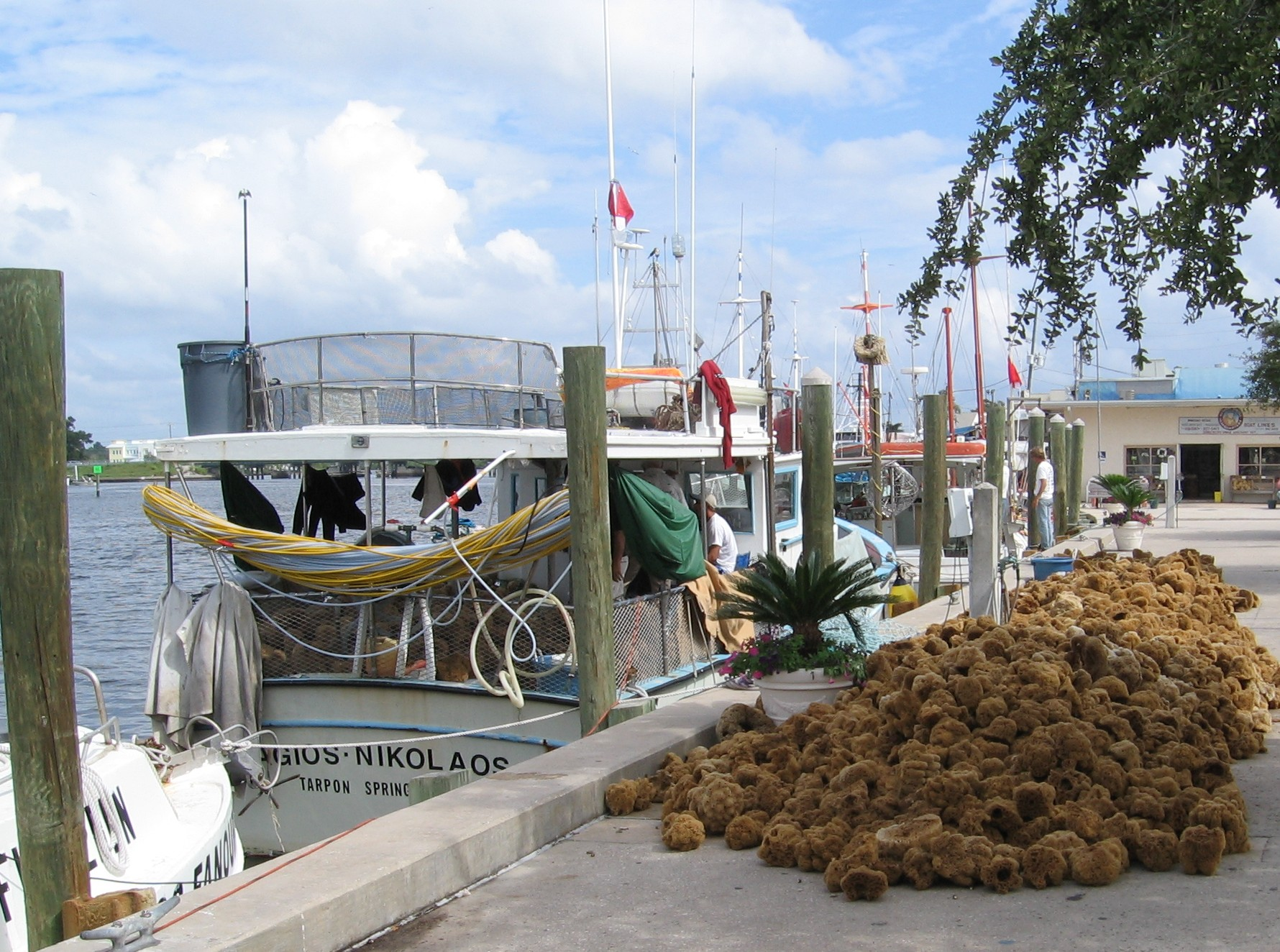
Свежий улов губок
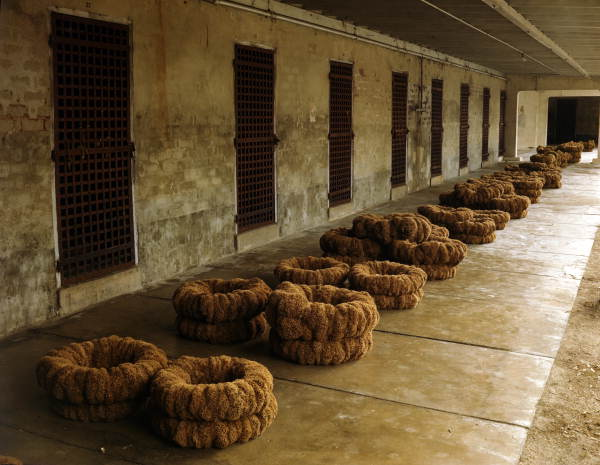
Сложенные губки
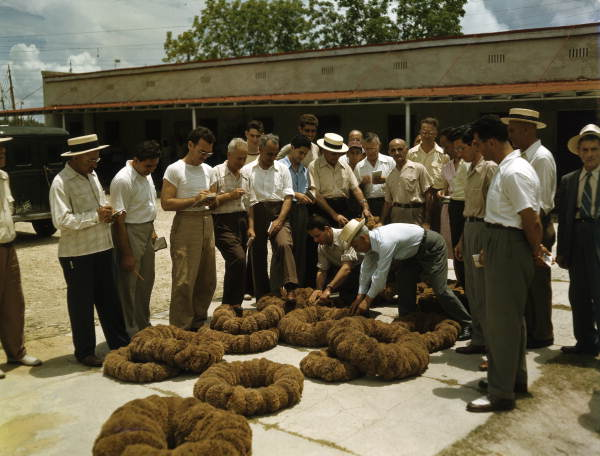
Продажа губок
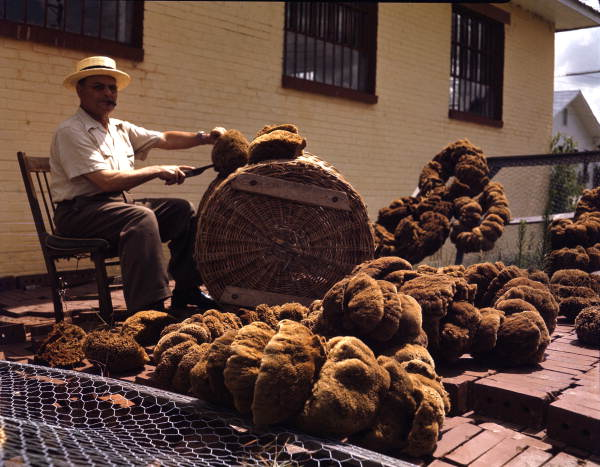
Обрезка губок
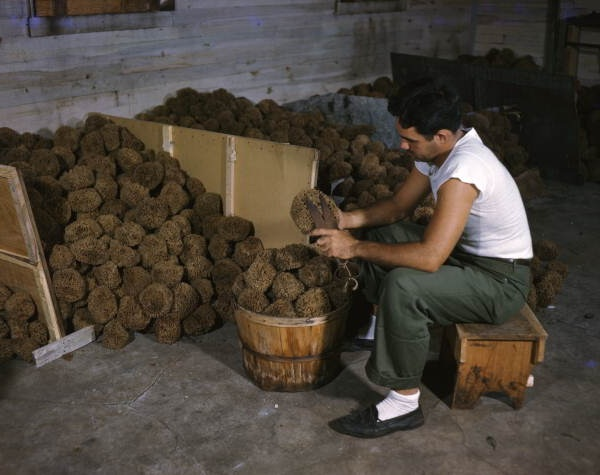
Обрезка и сортировка губок
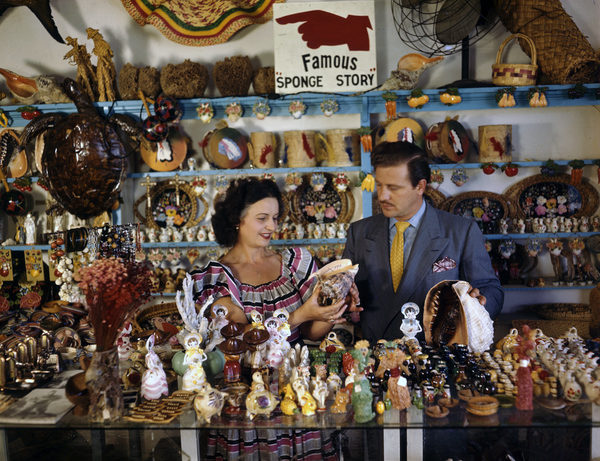
Джон Гонатос в своём магазине сувениров с помощницей Ники Василикис

### Туризм

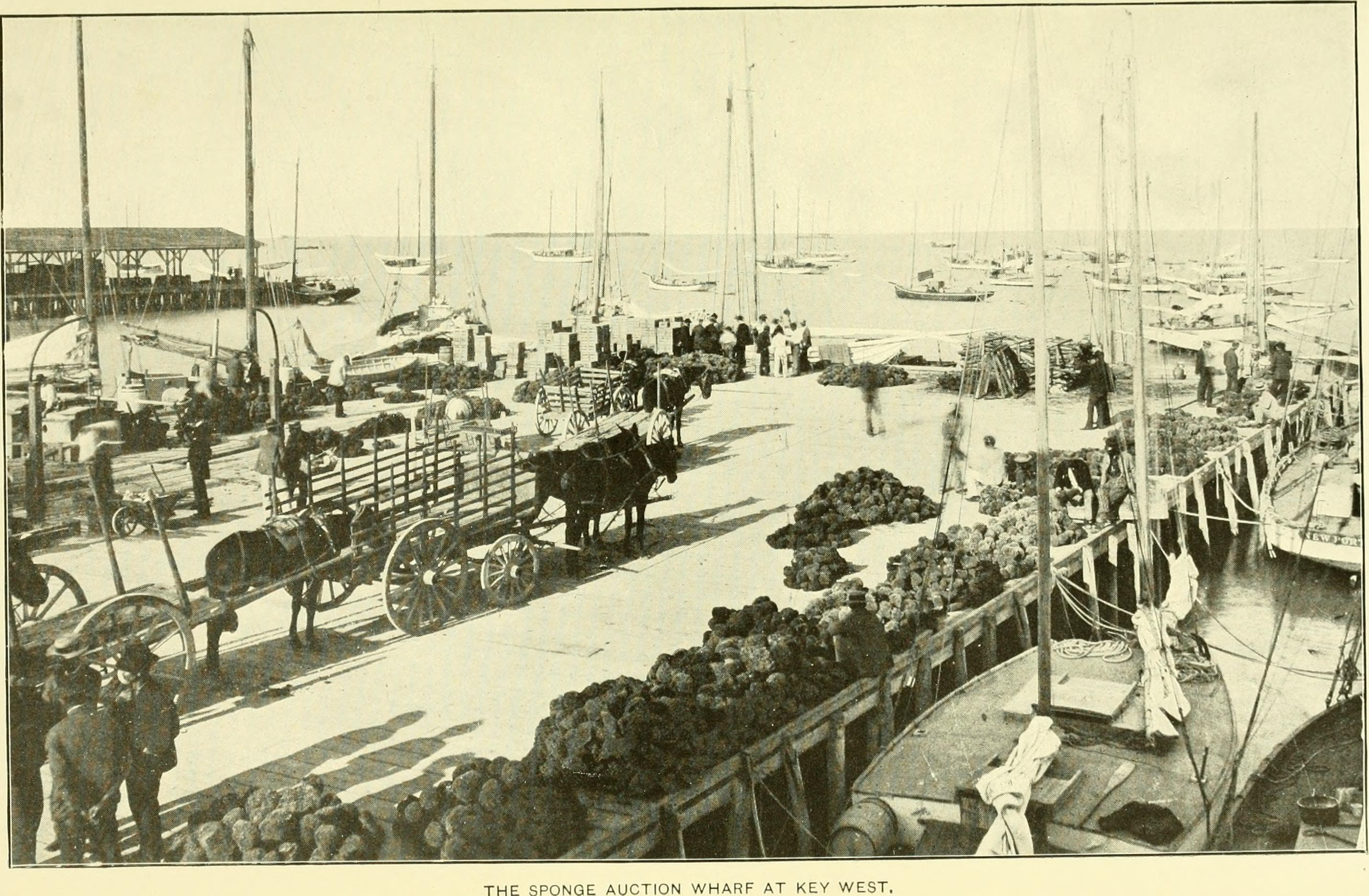
Тарпон-Спрингс (1902)

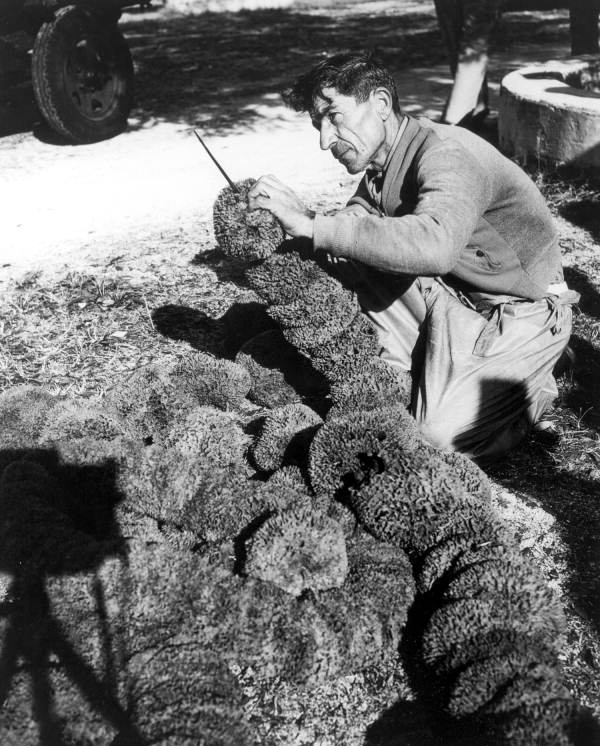
Ловец губок нанизывает свой улов на стержень (1944)

Додеканес-авеню (улица Додеканес) в городском историческом районе Гриктаун по-прежнему процветает и как место проживания традиционной общины, и как туристическое направление. Она простирается от Пинеллас-авеню на запад вдоль по реке Анклот, на этом пути проходя через марину, северную сторону Спондж-Докса со стоящими в доках лодках и Спонджер-Эксчейндж на южной стороне улицы, до стоящих в доках лодок недалеко от магазина морепродуктов «Pelican Point Seafood». Многочисленные рестораны предлагают блюда традиционной греческой кухни и свежие дары моря. Здесь также расположены небольшие магазины, в которых продаются разнообразные товары от натуральных губок до импортной продукции.
Близлежащие пляжи, как часть парков округа Пинеллас, являются популярным местом для купания, виндсёрфинга, устраивания пикников, катания на лодках и других водных видов спорта. Люди также приходят на пляжи, чтобы наблюдать закат над Мексиканским заливом.

Традиции греческой общины Тарпон-Спрингса
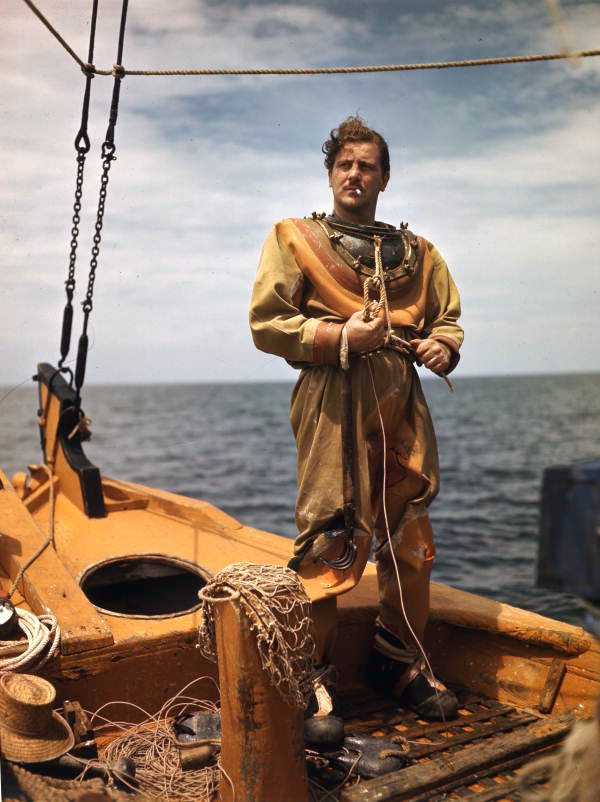
Ныряльщик за губками Джон М. Гонатос в гидрокостюме
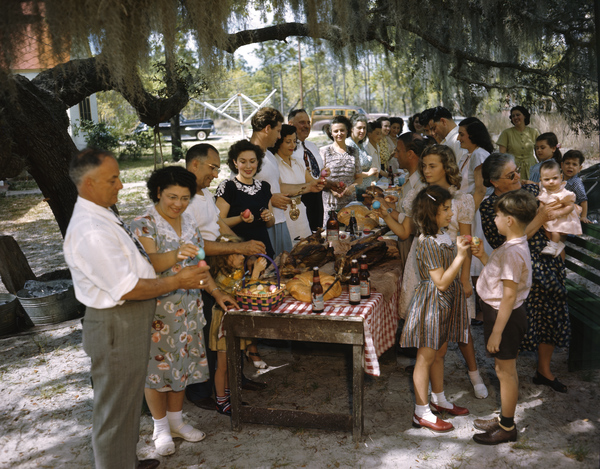
Битьё яиц в день Пасхи дома у Джона Гонатоса
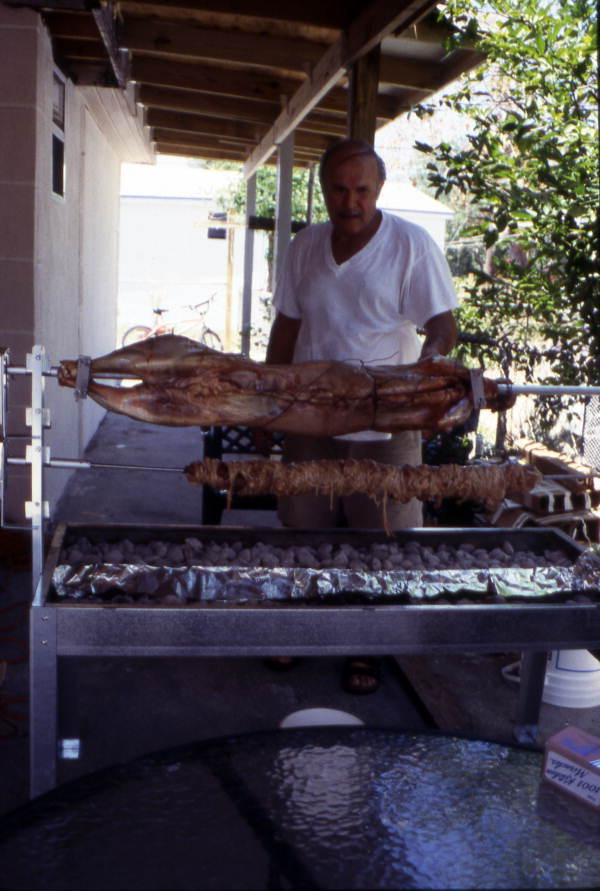
Ангелос Маркон жарит ягнёнка в день Пасхи
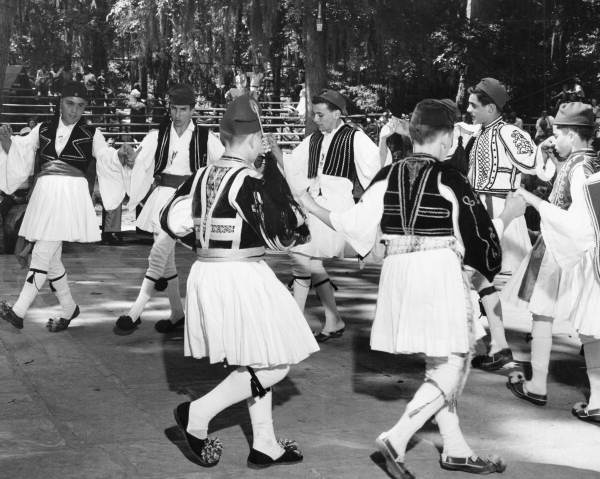
Танцы в греческой фустанелле на фольклорном фестивале
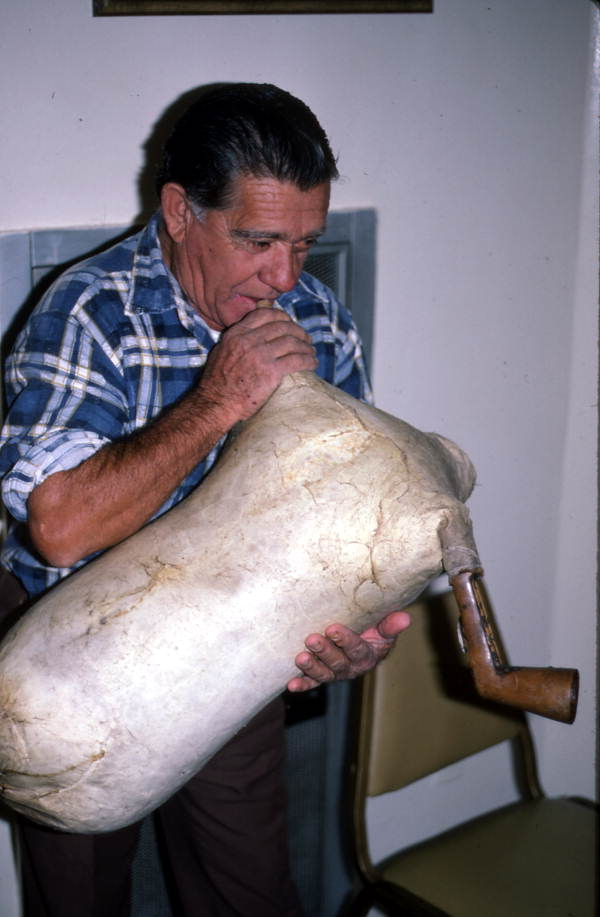
Никитас Цимурис играет на цамбуне[англ.] — греческом народном духовом музыкальном инструменте
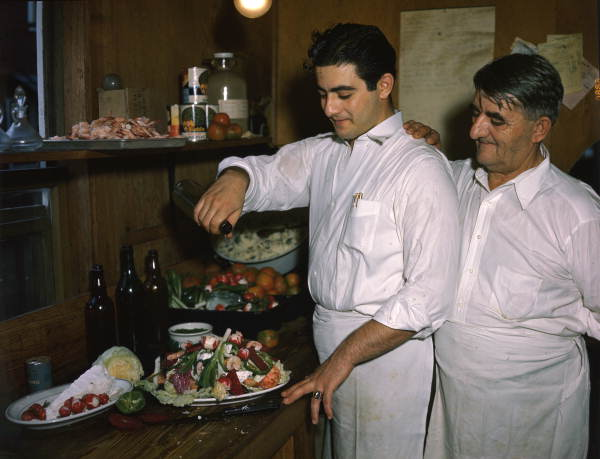
Луис и Майкл Паппас готовят греческий салат в кафе «Riverside»
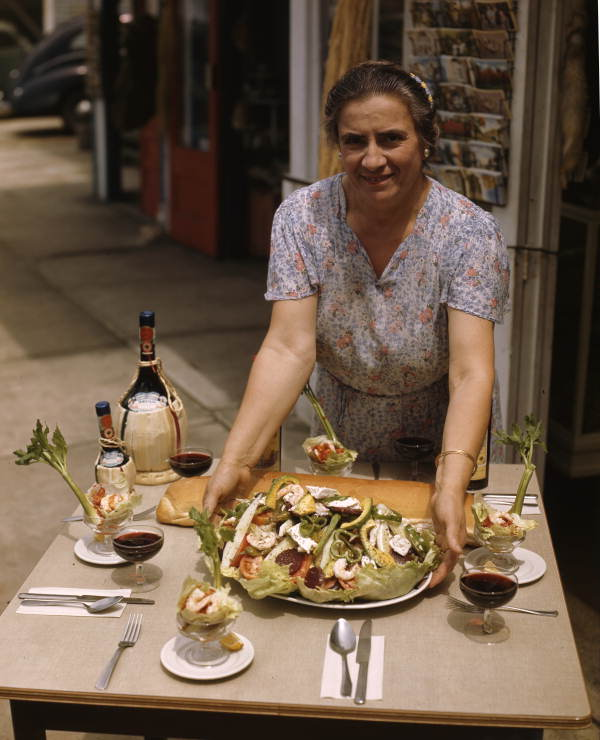
Мария Паппас подаёт греческий ланч
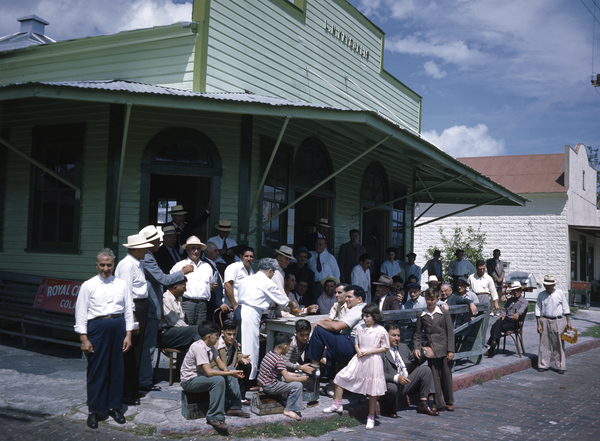
В кофейне «Lazaros»

## Религия

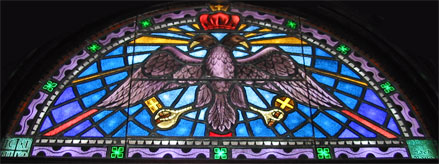
Двуглавый орёл, изображённый на витражном окне греческого православного собора Святого Николая

### Празднование Теофании
Тарпон-Спрингс известен своими религиозными мероприятиями, организуемыми греческим православным собором Святого Николая, находящимся под юрисдикцией Константинопольской православной церкви, в том числе празднованием Феофании. Данное событие, которое в Греции именуется Фота, привлекает американских греков со всей страны, что приводит к увеличению населения города в этот день в три раза. Обычно мероприятие возглавляет митрополит Атлантский, иногда к нему присоединяется глава Американской архиепископии. После бросания креста в водоём и последующего заплыва за ним, торжества продолжаются в районе Спондж-Докс.
6 января 2006 года, в 100-ю годовщину празднования Теофании, Тарпон-Спрингс посетил Патриарх Константинопольский Варфоломей I.
6 января 2018 года в городе в 112-й раз праздновалась Теофания.

Празднование Теофании в Тарпон-Спрингсе
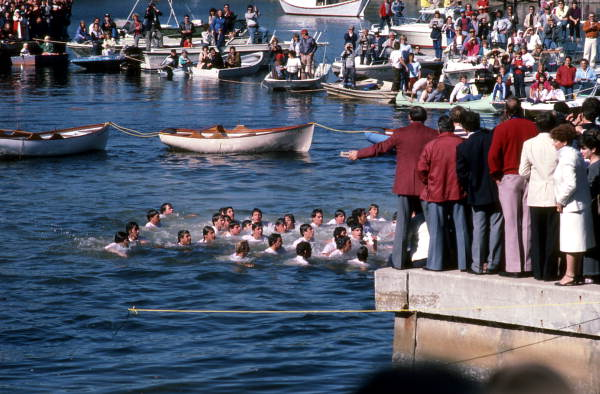
Заплыв за брошенным в водоём крестом (1985)
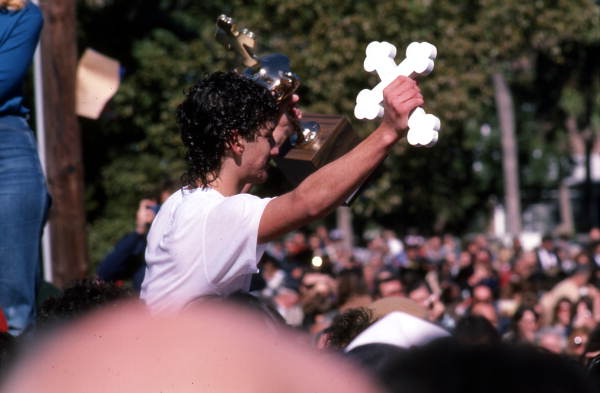
Победитель заплыва за крестом (1985)
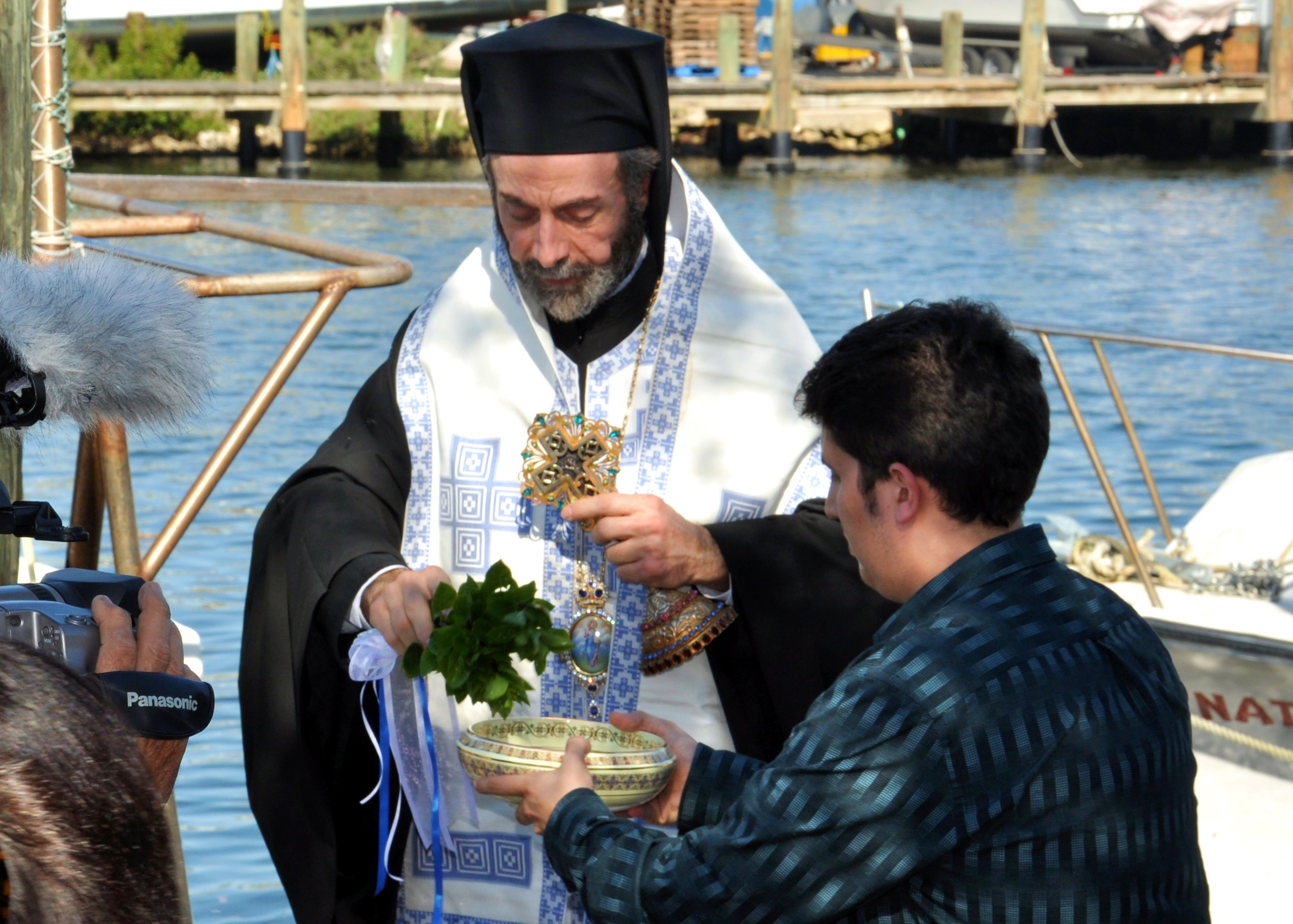
Епископ Зелонский Севастиан, викарий Американской архиепископии (2014)
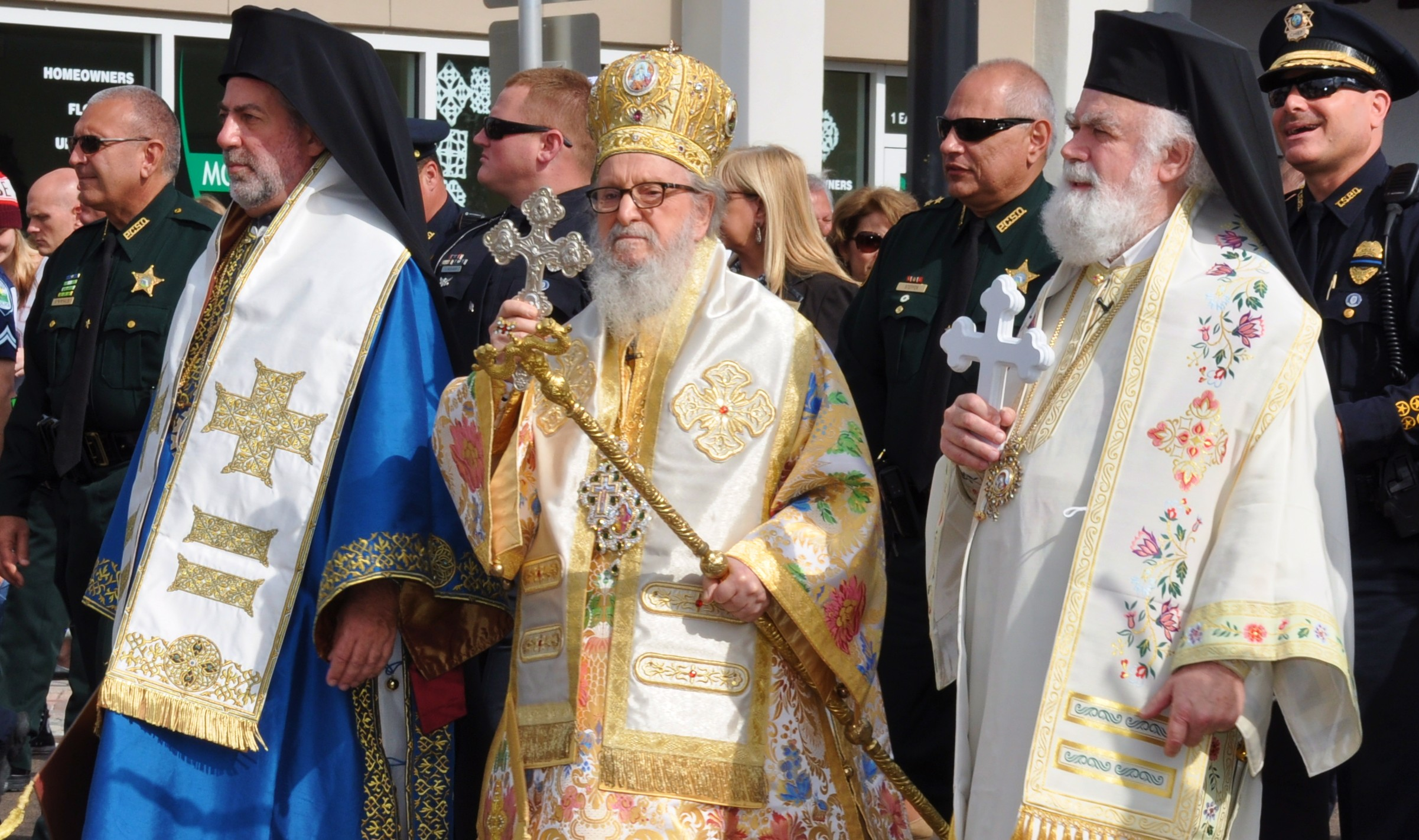
Архиепископ Американский Димитрий (в центре) (2015)
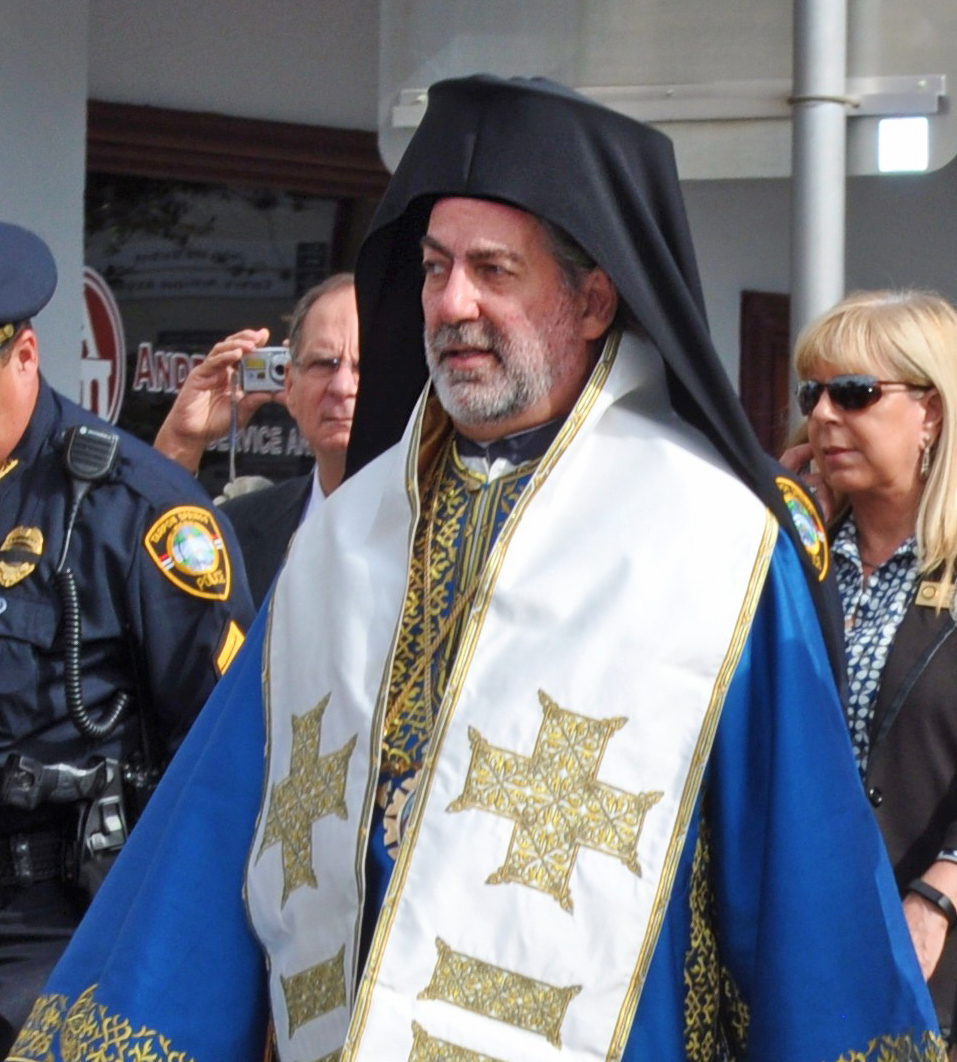
Митрополит Дарданелльский Никита (2015)
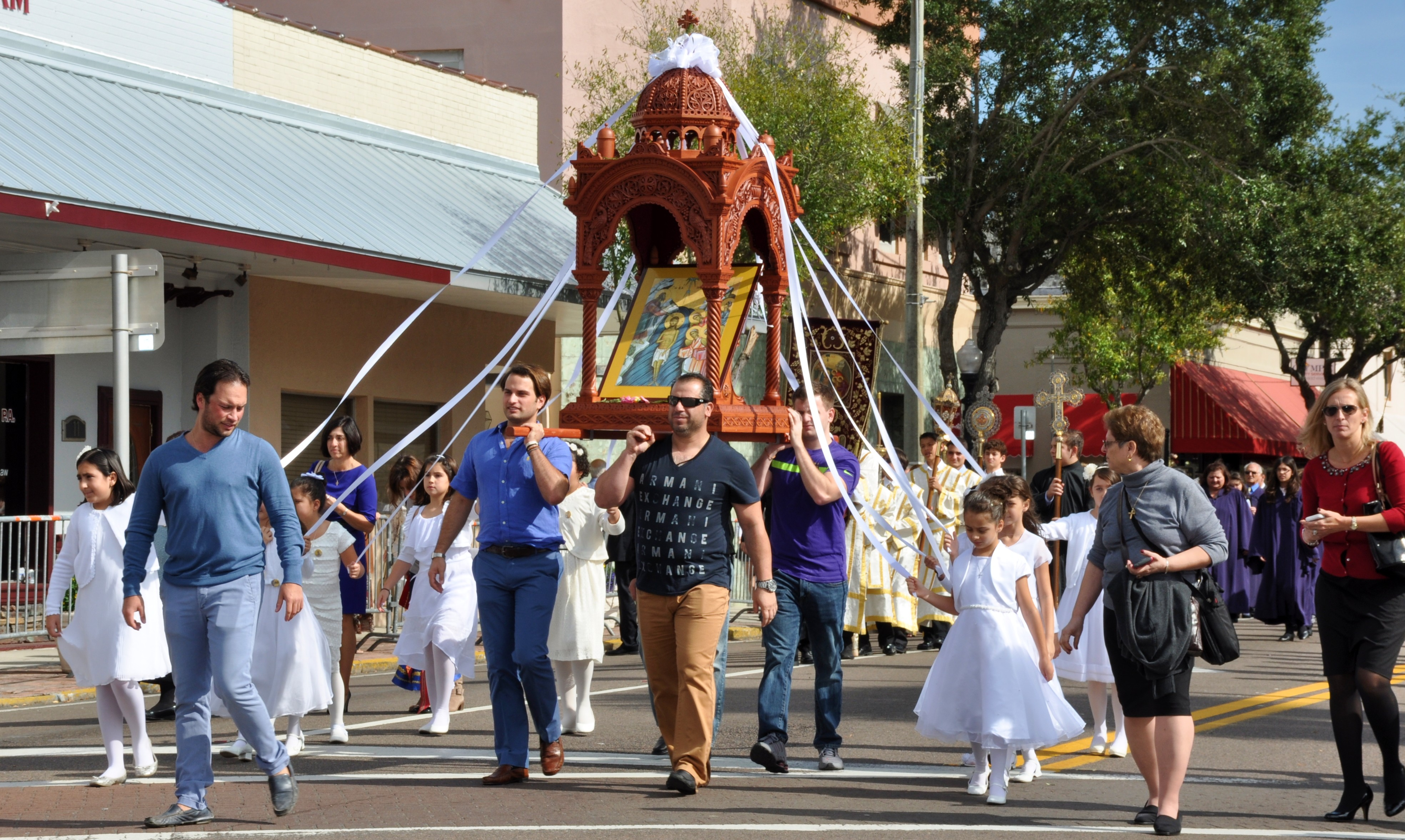
6 января 2015 года
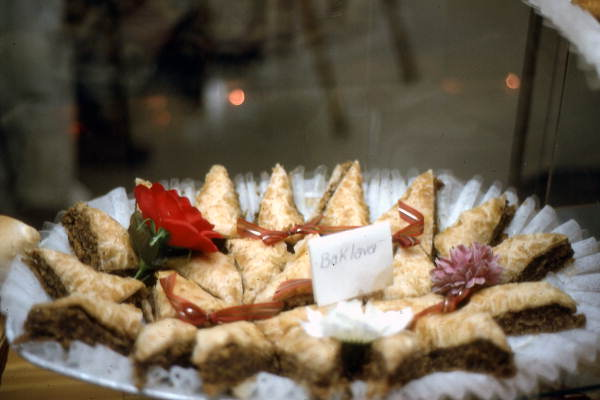
Баклава, приготовленная в день Теофании

## Культура
В музее культурного наследия Тарпон-Спрингса, расположенного в Парке Крейга, представлена выставка, посвящённая истории и культуре греческой общины. В Культурном Центре на Пинеллас-авеню проходят различные выставки, представляющие местный интерес. Дом-музей «Safford House» на Паркин-Корт, который значится в Национальном реестре исторических мест США, посвящён одной из первых семей города. В Историческом музее железнодорожной станции на Тарпон-авеню представлен обзор истории города.

Музеи Тарпон-Спрингса
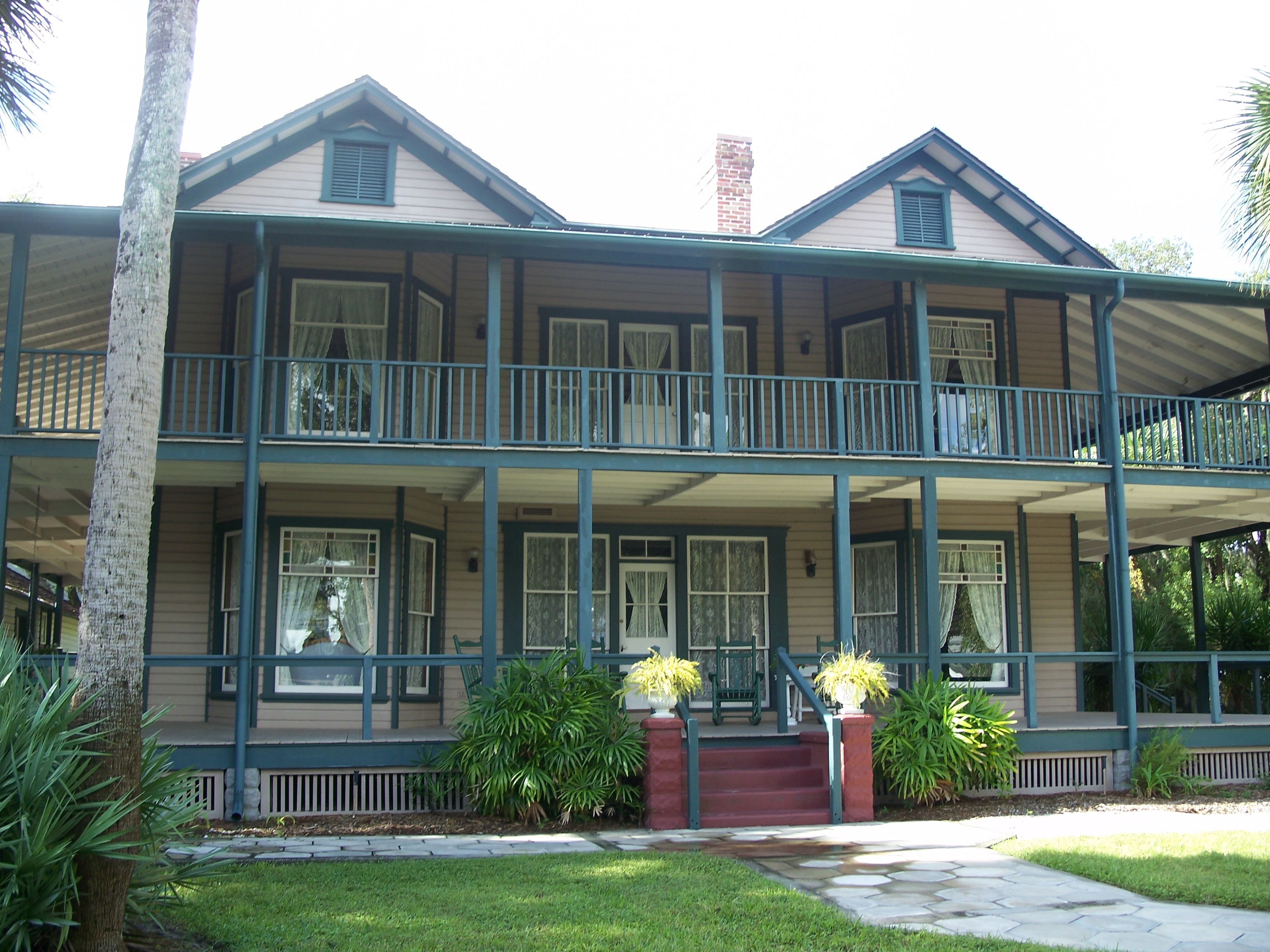
Дом-музей «Safford House» (2007)
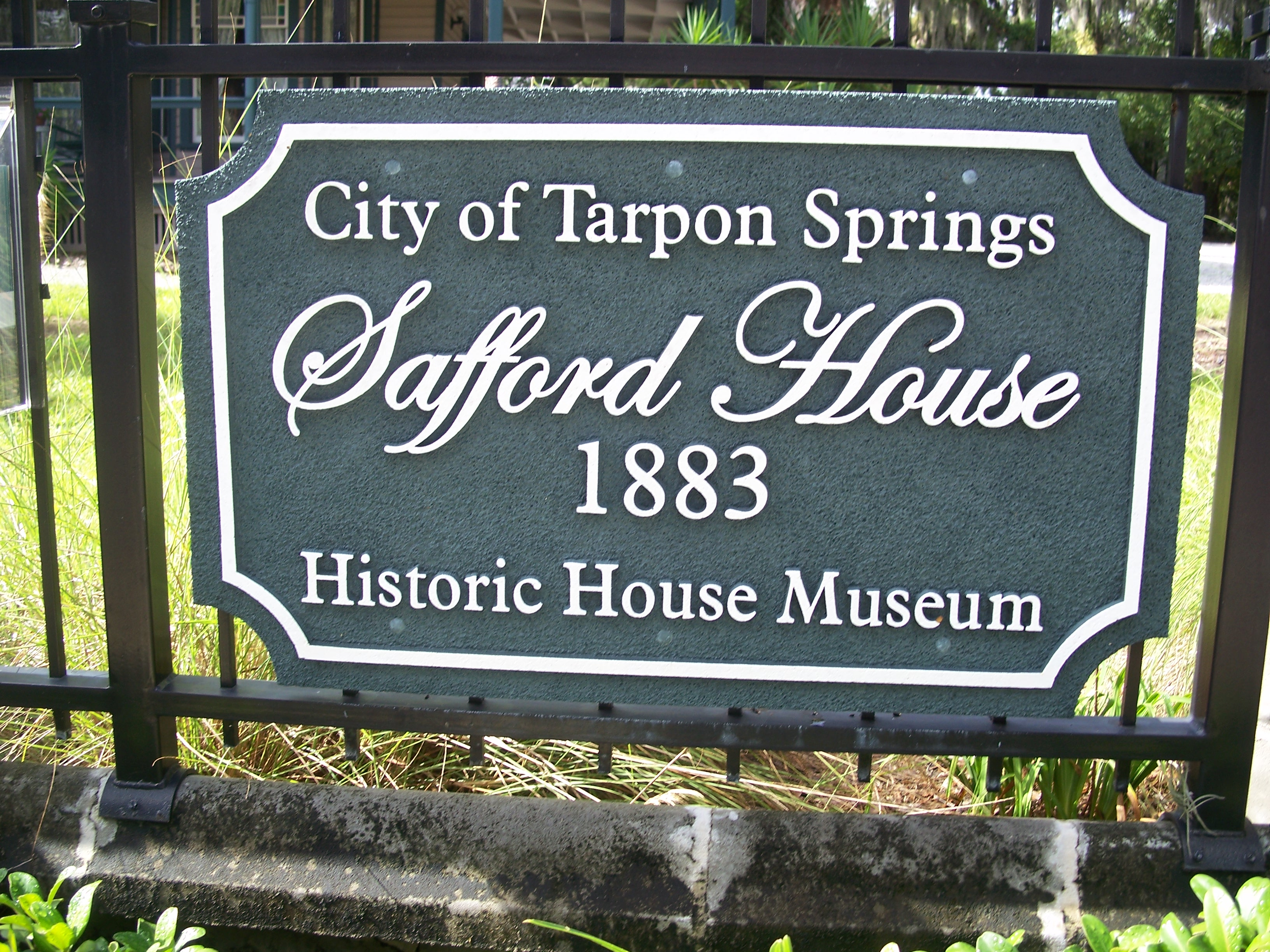
Дом-музей «Safford House» (2007)
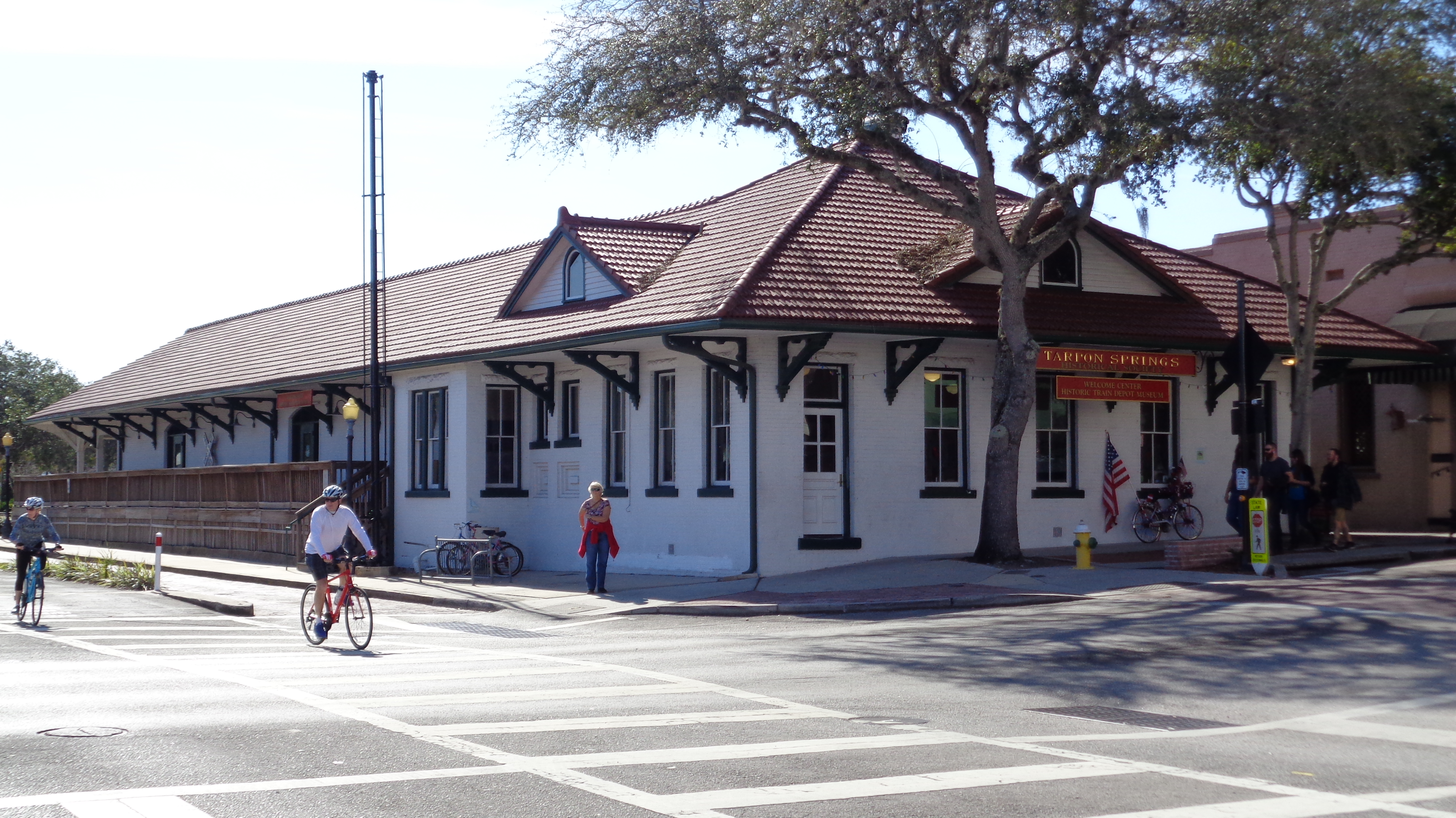
Железнодорожная станция была построена в 1909 году. Сейчас здесь располагается исторический музей (2016)
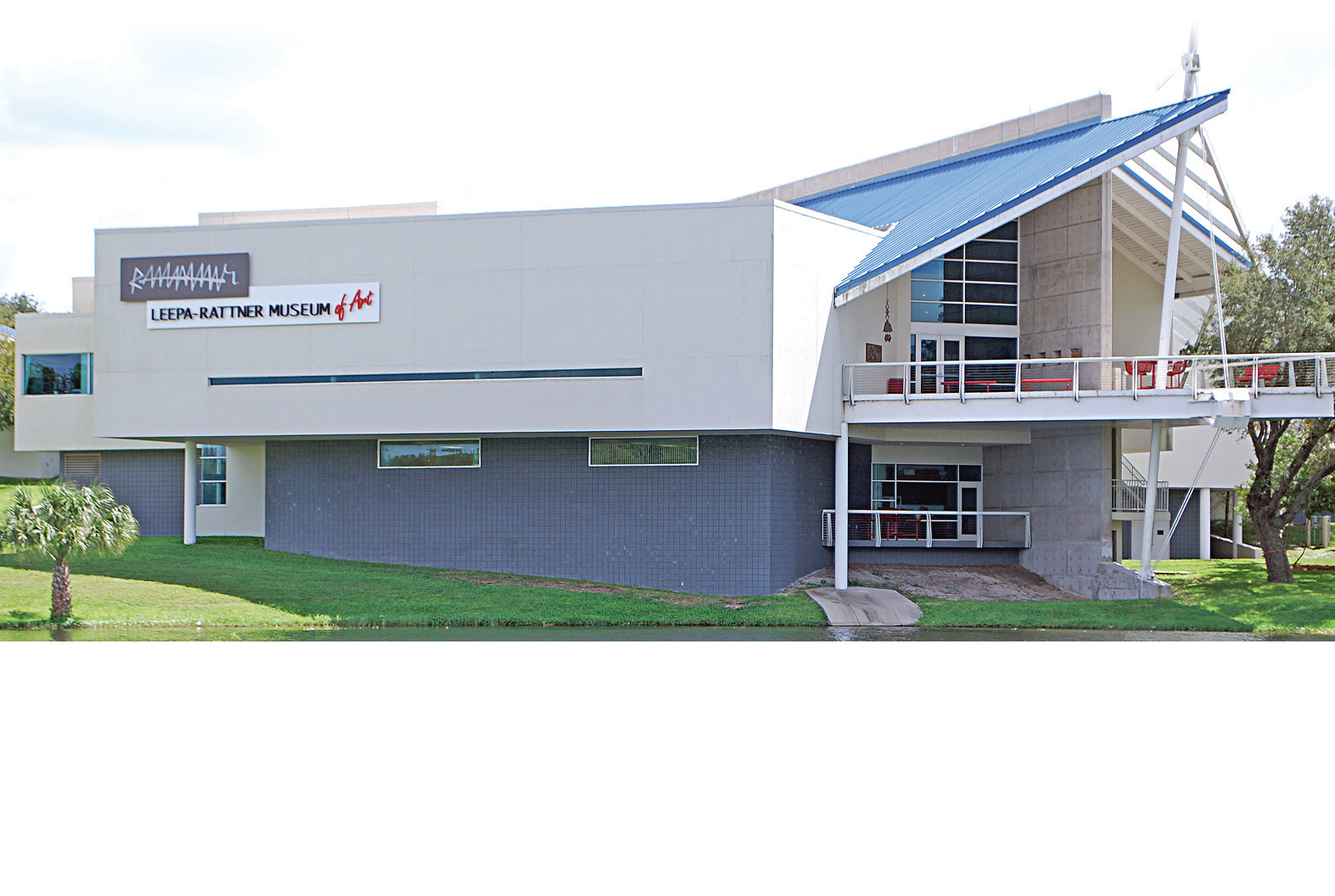
Художественный музей Липы-Раттнера (2011)
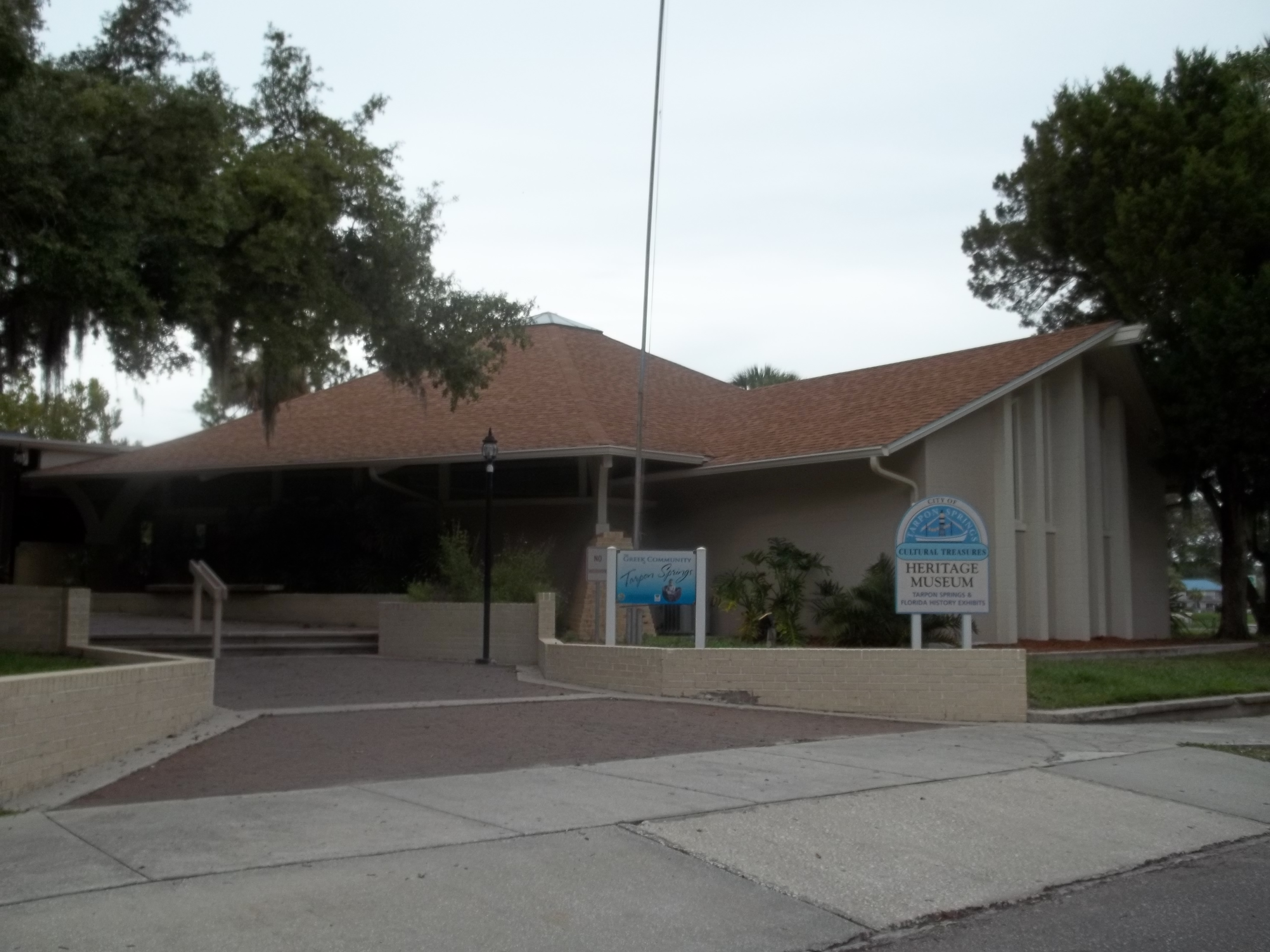
Музей наследия (2011)

## Памятники истории
В Тарпон-Спрингс существует несколько объектов, включённых в Национальный реестр исторических мест США.
- Исторический район Тарпон-Спрингса (1990)
- Исторический район Тарпон-Спрингса Гриктаун (2014)
- Гостиница «Arcade» (1984)
- Старый Сити-холл Тарпон-Спрингса (1990)
- Старая средняя школа Тарпон-Спрингса (1990)
- и др.

Памятники истории Тарпон-Спрингса: исторический район и здания
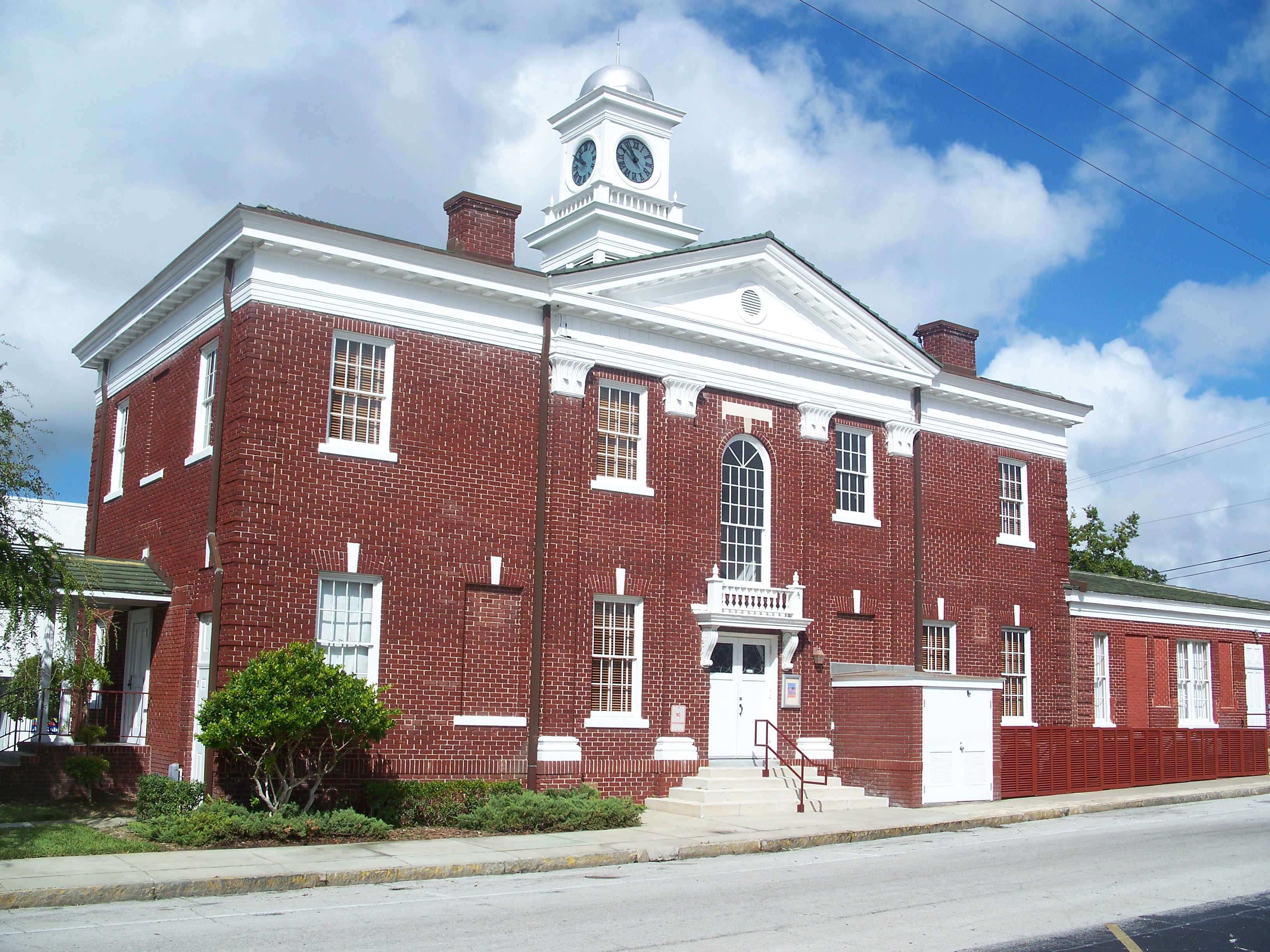
Старый Сити-холл (2007)
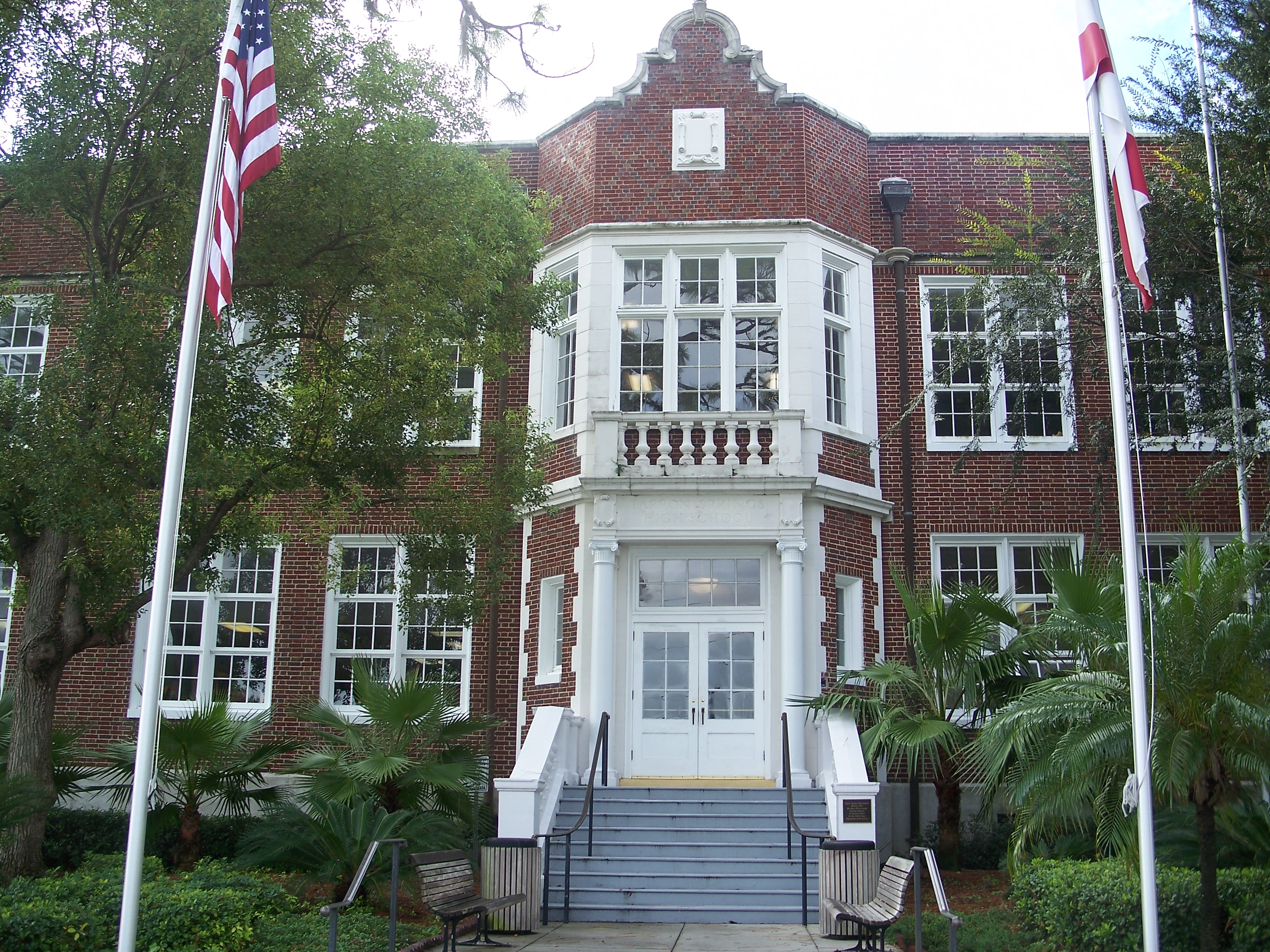
Старый Сити-холл (2007)
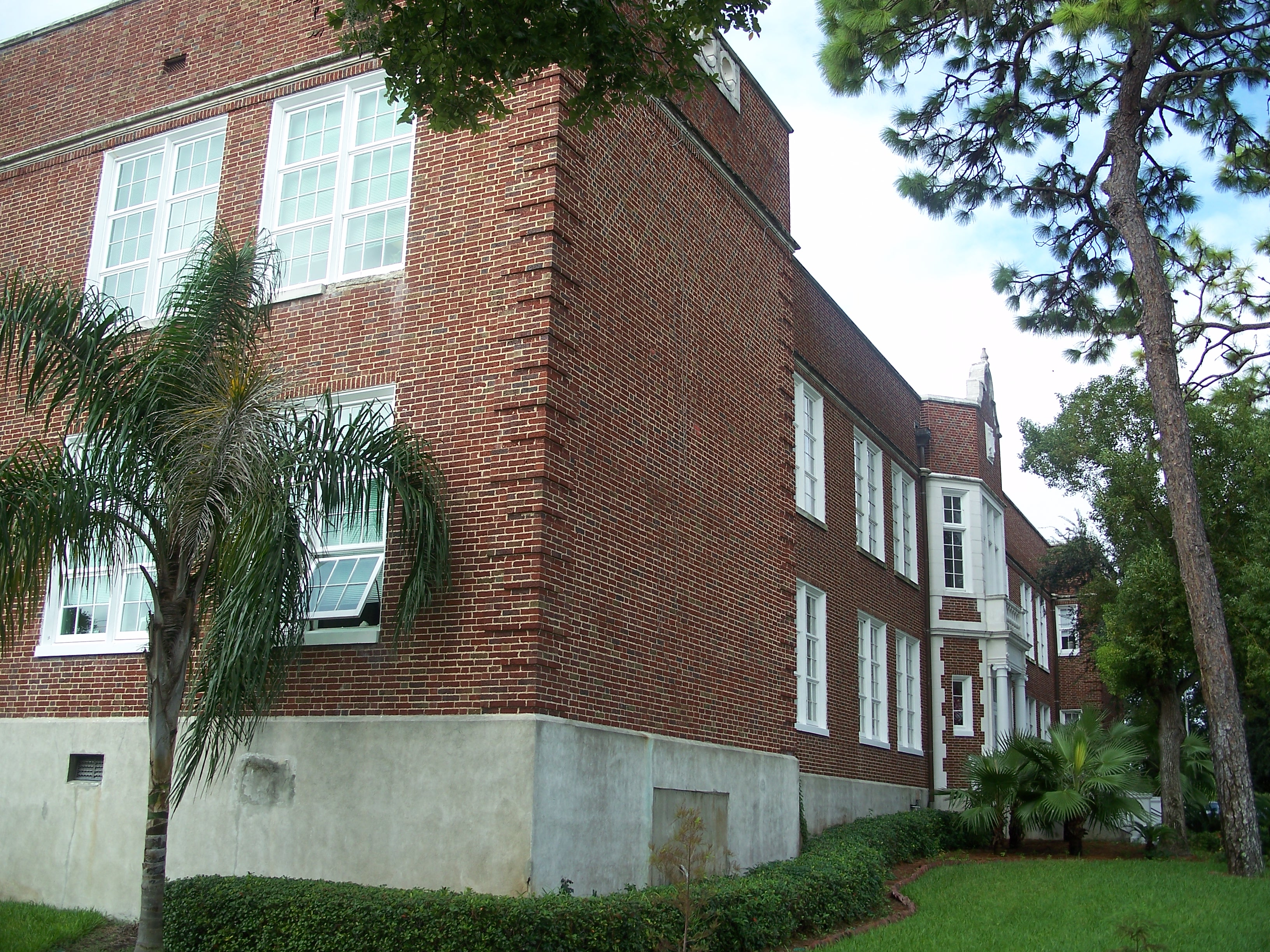
Старая средняя школа (2007)
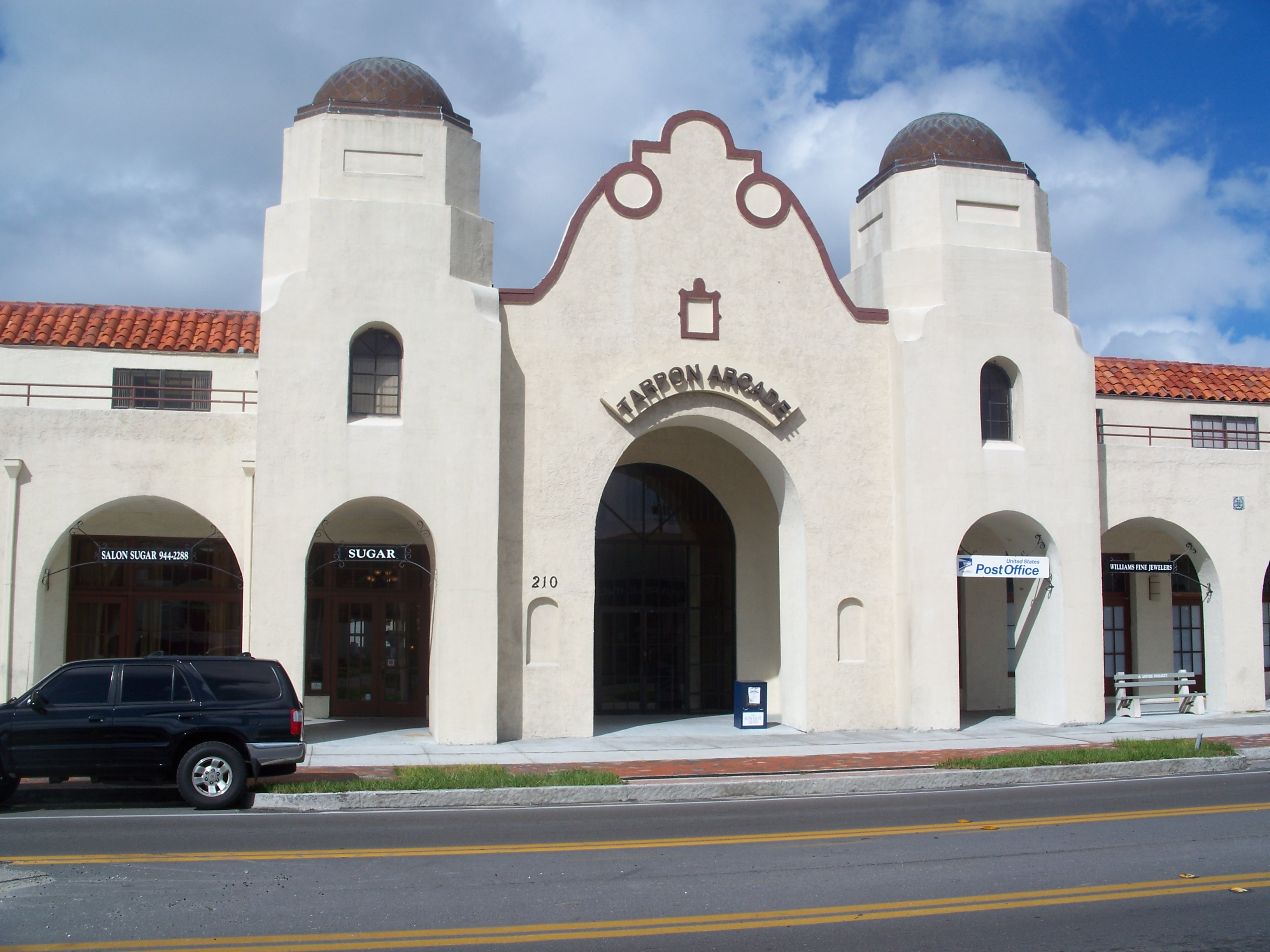
Гостиница «Arcade» (2007)
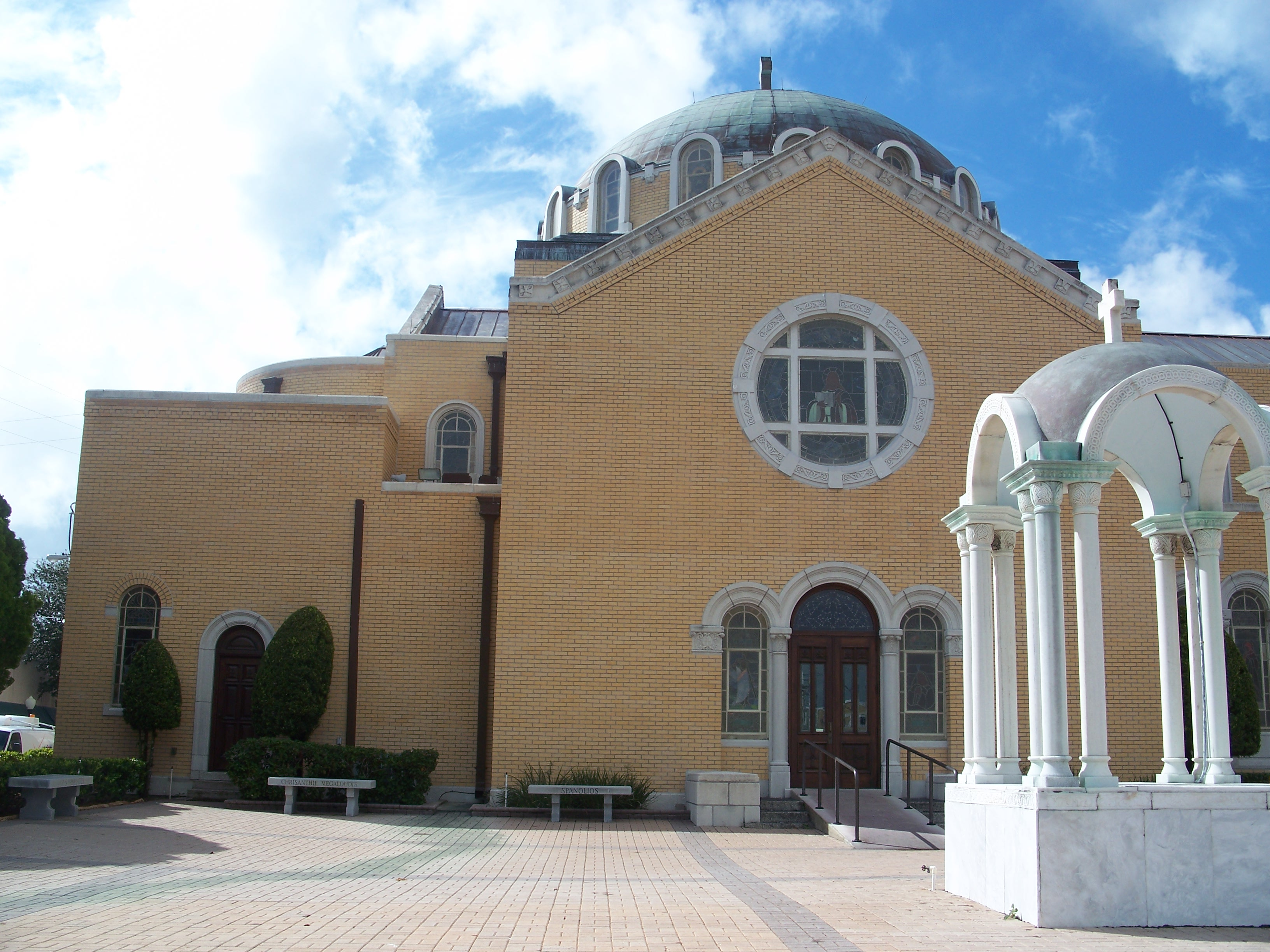
Греческий православный собор Святого Николая в историческом районе (2007)
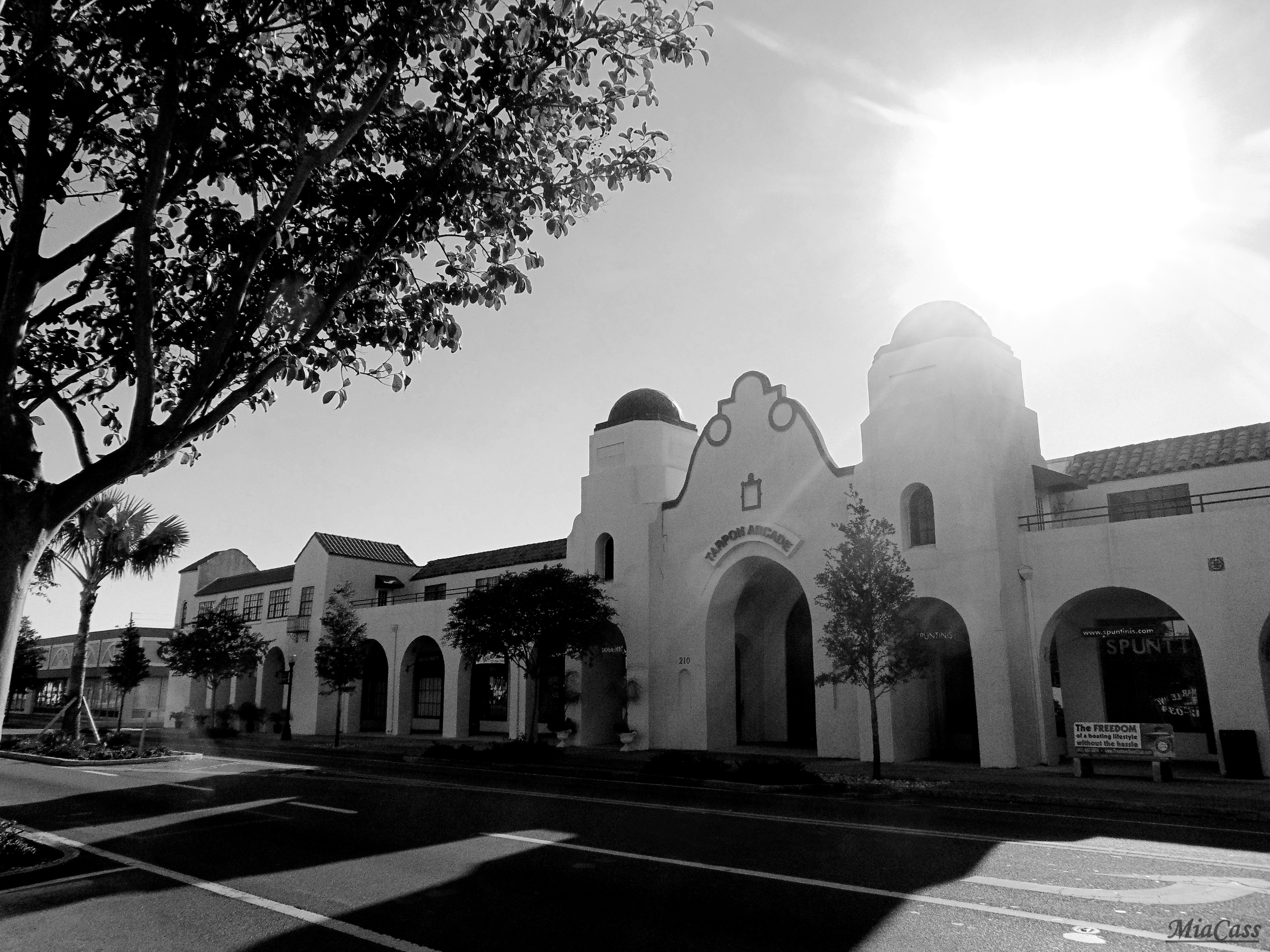
Гостиница «Arcade» (2016)
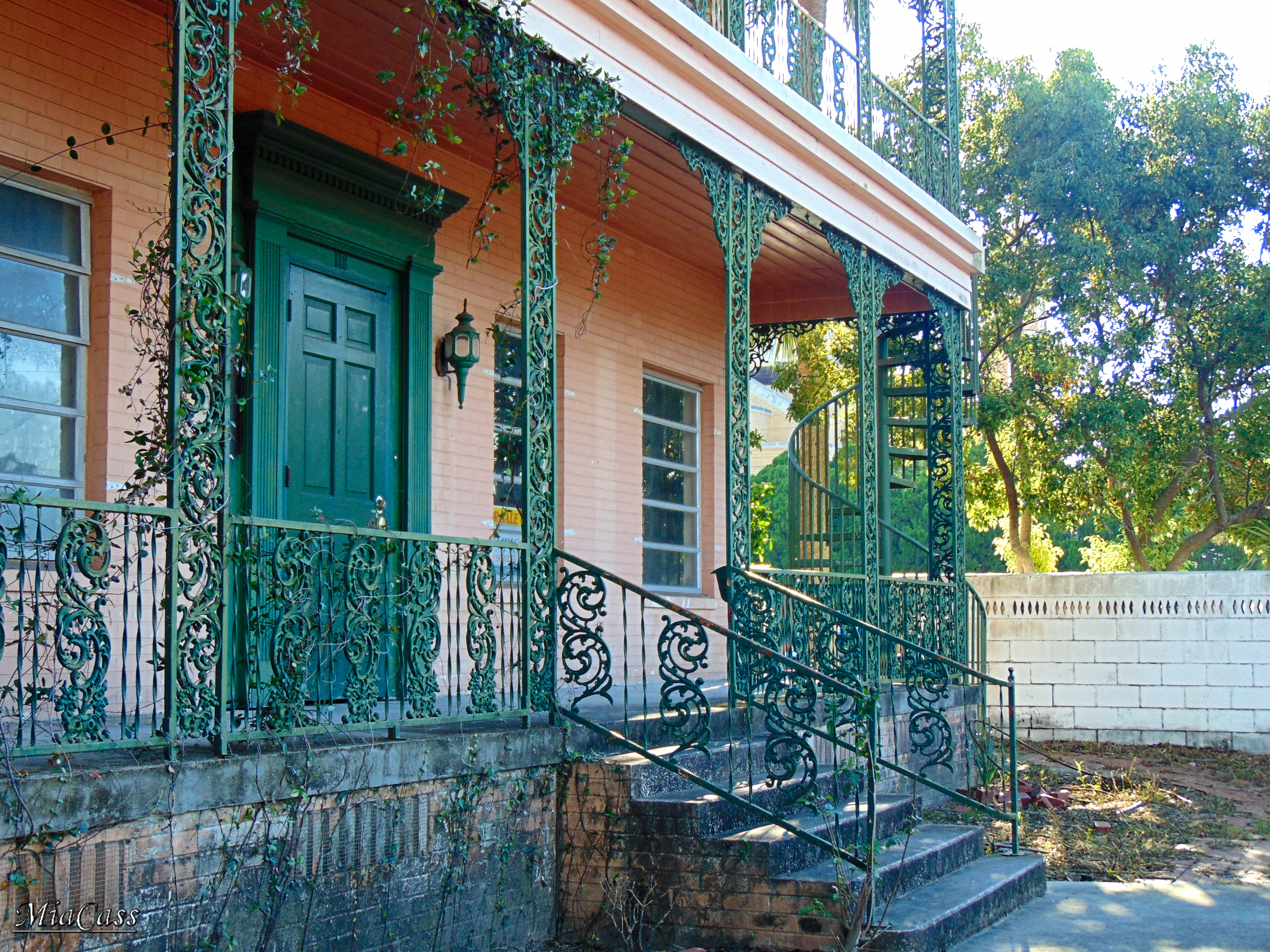
Оксфордский чайный дом в историческом районе. Построен в 1925 году (2016)

Многие объекты, связанные с губковой отраслью в районе Гриктаун, также были внесены в этот реестр.
- Губковая упаковочная фирма Э. Р. Мереса (1991)
- Губковая упаковочная фирма Н. Г. Арфараса (1991)
- и др.

Памятники истории Тарпон-Спрингса: губковые фирмы
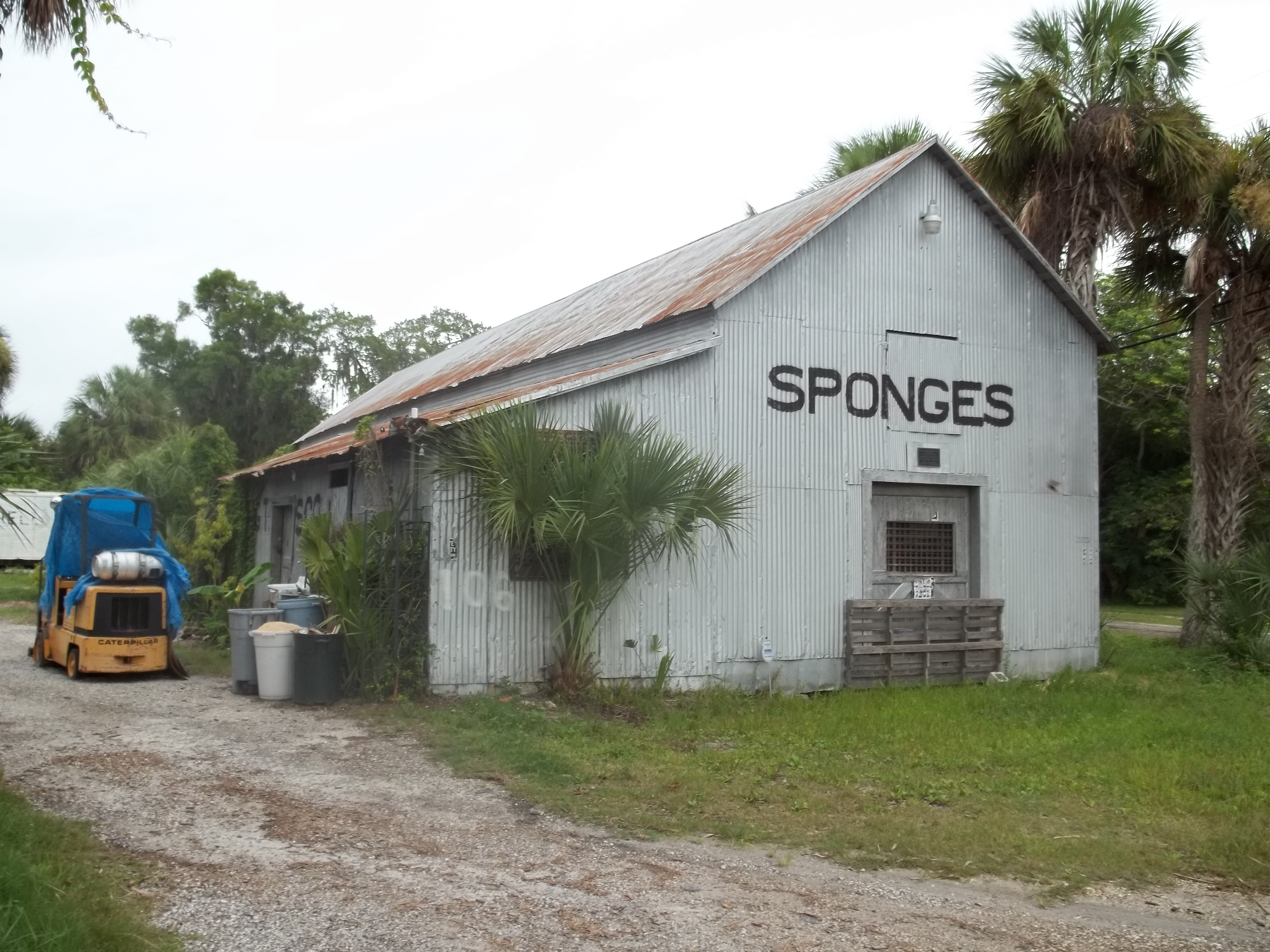
Губковая упаковочная фирма Э. Р. Мереса (2011)
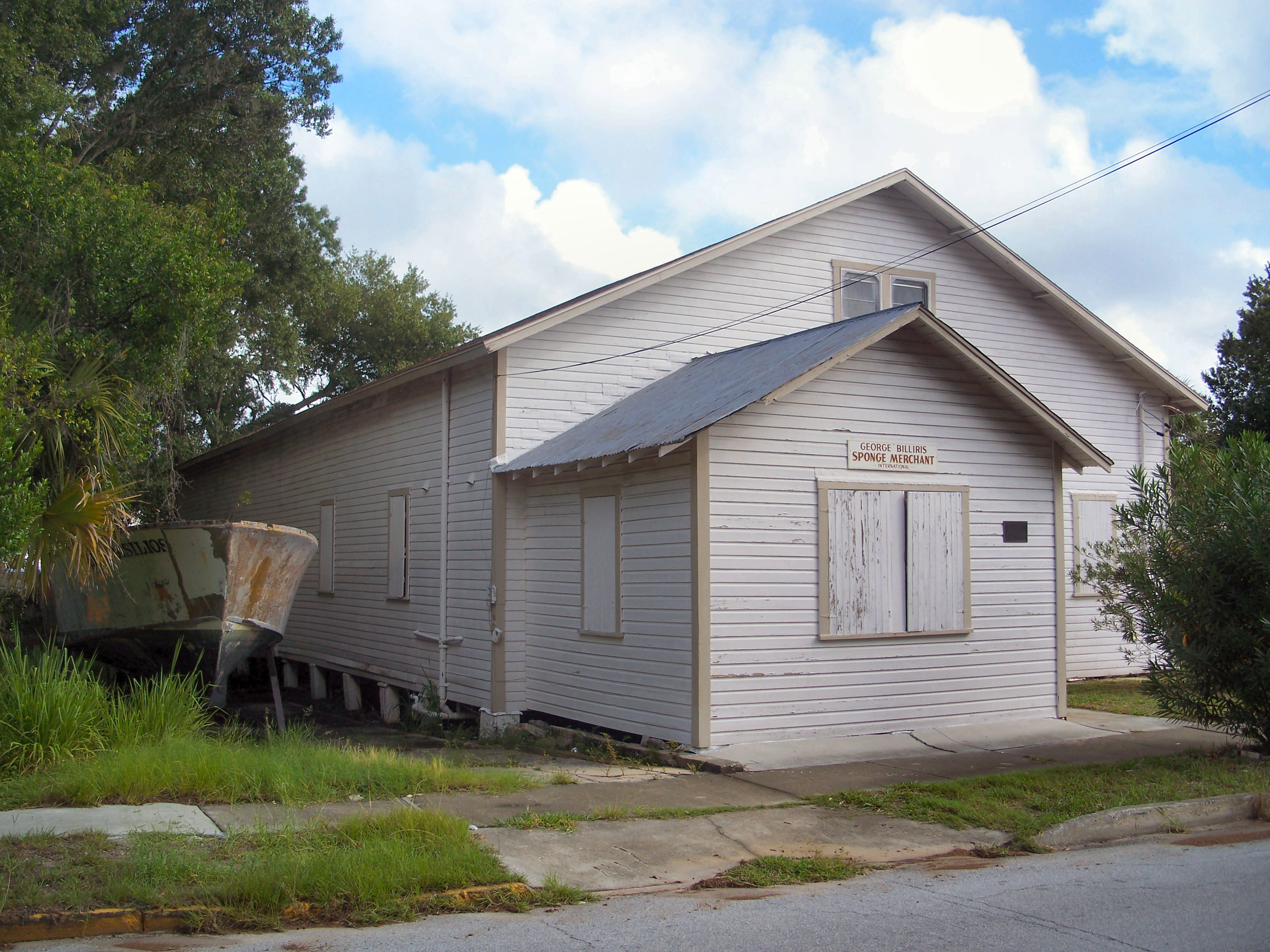
Губковая упаковочная фирма Н. Г. Арфараса (2007)

Губковые дайв-боты (лодки):
- Н. К. Сими (1990)
- Святой Николай III (1990)
- Святой Николай VI (1990)
- Джордж Н. Критикос (1990)
- Анастаси
- и др.

Памятники истории Тарпон-Спрингса: лодки
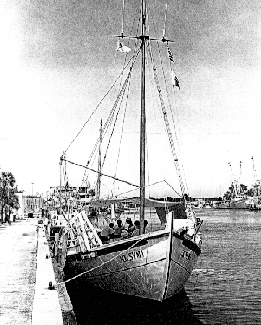
«Н. К. Сими»
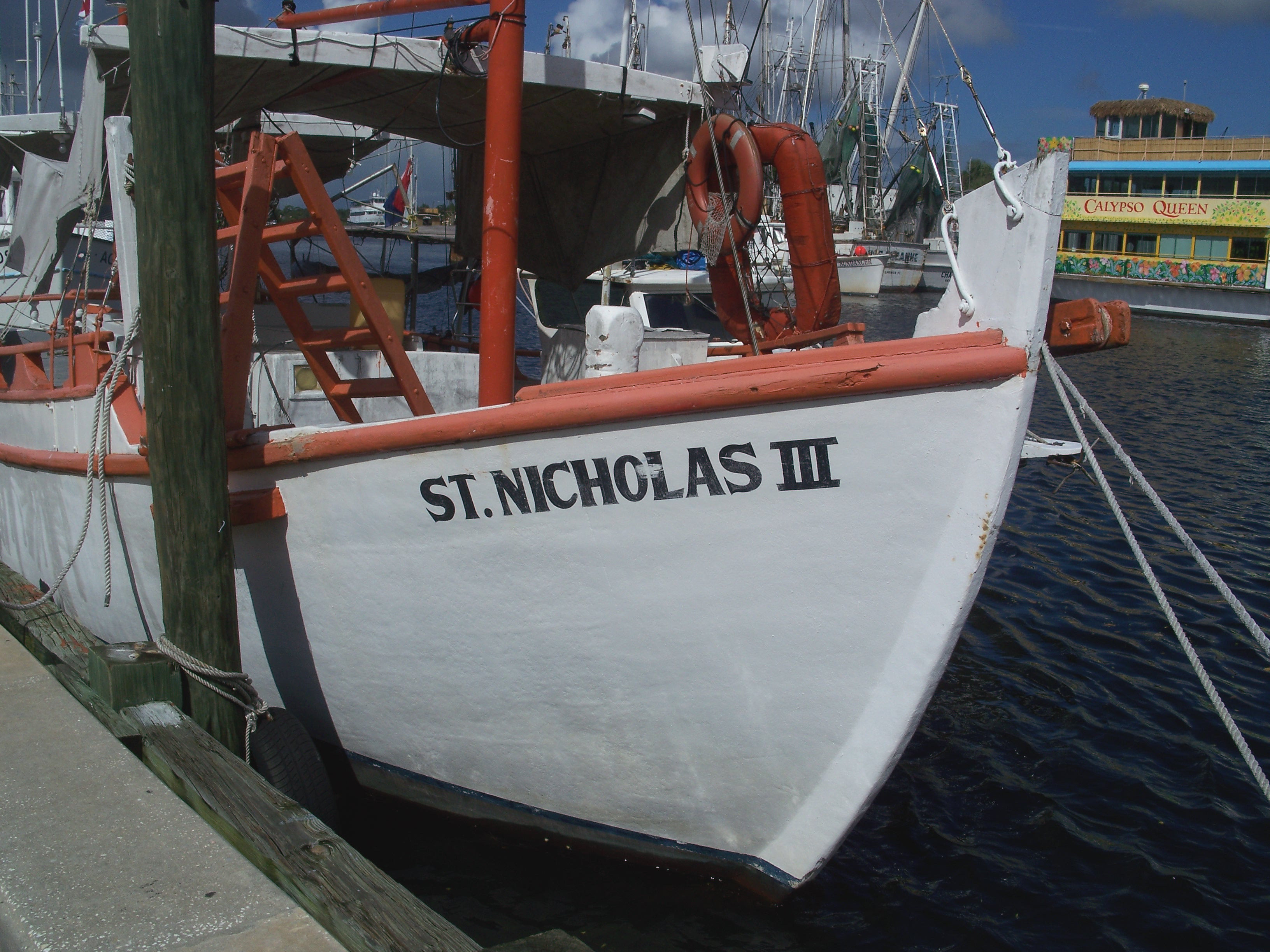
«Святой Николай III»
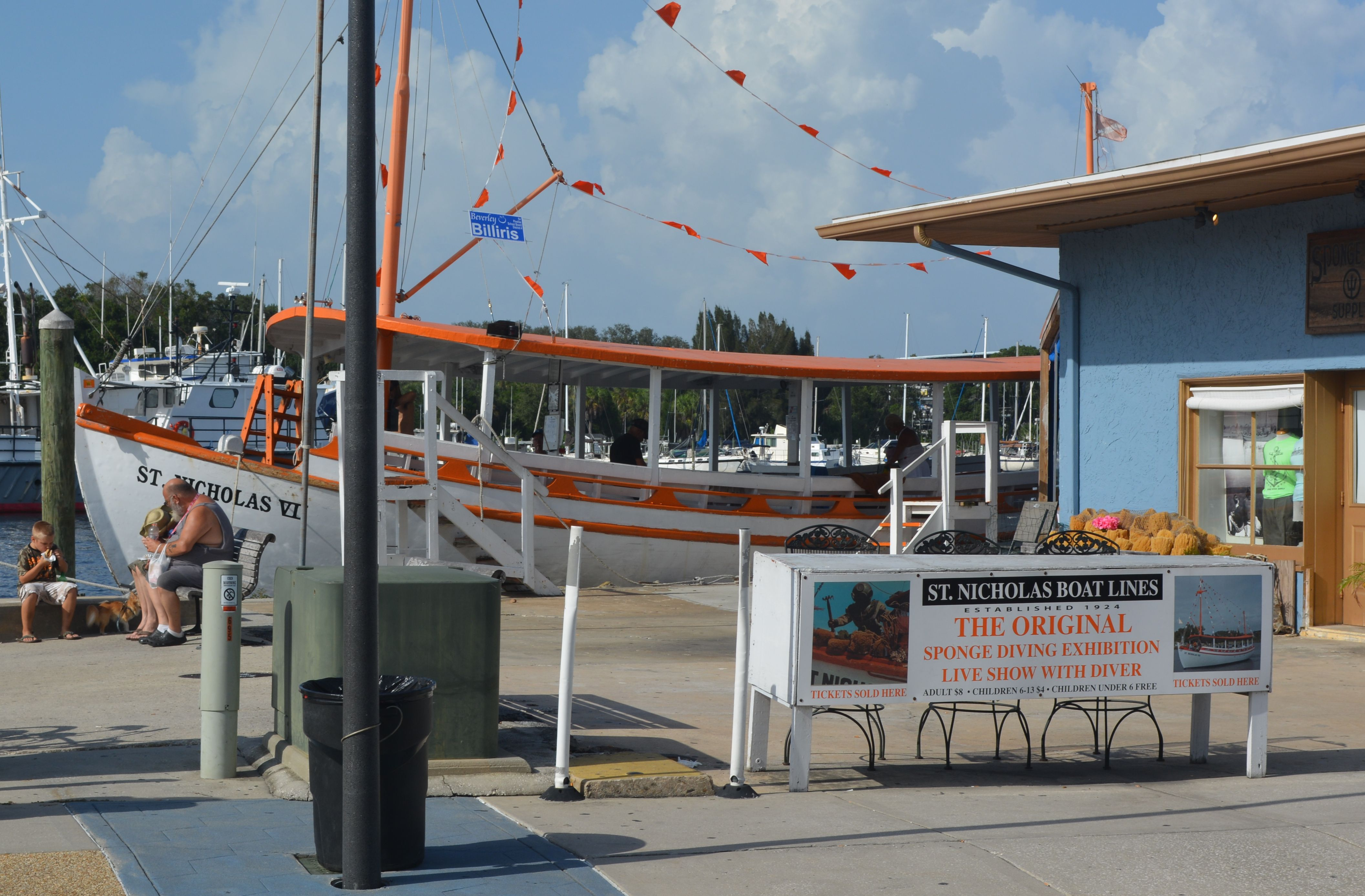
«Святой Николай VI»
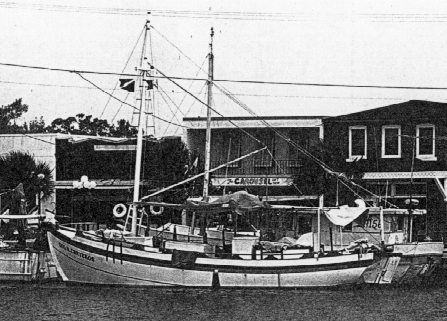
«Джордж Н. Критикос»

Лодка «Джордж Н. Критикос» принадлежала деду Джорджа Критикоса, мэра города Клируотер.

## Города-побратимы
- Калимнос, Греция (2007)
- Халки, Греция (2007)
- Сими, Греция (2008)
- Ларнака, Кипр (2009)

## Известные жители
- Майкл Билиракис (род. 1930) — политик, конгрессмен.
- Гас Билиракис (род. 1963) — политик, конгрессмен.
- Крис Коглан[англ.] (род. 1985) — профессиональный бейсболист.
- Дизельбой (род. 1972) — диджей и музыкальный продюсер.
- Уильям Р. Эмерсон[англ.] (род. 1925) — проповедник, певец и песенник.
- Берти Хиггинс[англ.] (род. 1944) — автор-исполнитель.
- Фемистоклис Лефтерис[англ.] (род. 1982) — фигурист.
- 2 Pistols (род. 1983) — рэпер и песенник.
- Артавис Скотт[англ.] (род. 1994) — ресивер.